# Sagunt
Sagunt (oficialment Sagunt/Sagunto, en castellà: Sagunto; de l'edat mitjana al segle xix anomenada Morvedre) és una ciutat i un municipi del País Valencià situat a la comarca del Camp de Morvedre.
El municipi té dos nuclis principals: el nucli històric de la ciutat, a les faldes del castell i del teatre romà; i el Port de Sagunt, situat en la costa a 4 quilòmetres del nucli històric. El terme municipal té 65.278 habitants (INE 2017) repartits entre els 5 quilòmetres que separen la platja de l'antic castell romà, dels quals la majoria (prop de 40.589, segons INE 2016) viu en el nucli costaner anomenat Port de Sagunt. També es comptabilitzen altres quatre nuclis més de menor entitat: l'Almardà, El Baladre i les partides de Gausa i de Montiver.

## Geografia
El municipi fa de capçalera de la comarca del Camp de Morvedre. Situat a la vora del riu Palància que, després de vorejar el casc de la ciutat, s'aboca en un con al·luvial, més pròpiament que un veritable delta, puix que el seu pendent és de 5,7 per mil en els últims 4 quilòmetres, superior al normal dels deltes.
La costa és baixa i sorrenca, coberta de dunes. La seua vegetació clímax es pot donar hui per desapareguda i hagué d'estar dominada per l'alzina. En l'actualitat hi ha alguns boscos de pins en les muntanyes més properes al mar. Entre les espècies, les que més abunden són el romaní i el llentiscle, en les forests; i el senill, la voga i la trencadalla, en les marjals costaneres. El medi climàtic és mediterrani, amb una temperatura mitjana anual de 16,9 °C i 438 mm de precipitació. Al seu terme està el cim del Picaio.
Límits
| Soneixa Algar de Palància Alfara de la Baronia Torres Torres | Alfondeguilla Vall d'Uixó Quart de les Valls Benavites Benifairó de les Valls Faura | Almenara                              |
| Petrés Gilet Albalat dels Tarongers Estivella                |                                                                                     | Mar Mediterrània Canet d'en Berenguer |
|                                                              | Puçol El Puig                                                                       |                                       |

## Símbols de la Ciutat de Sagunt
Entre les restes arqueològiques de l'antiguitat, conservats en el museu de Sagunt, destaca un capitell de marbre blanc en les volutes del qual apareixen esculpides, en rosassa, dos dofins i entre ells una venera o petxina de les crides de Santiago. En 1882 aquest capitell es trobava abandonat a la seua sort en l'escena del teatre romà. En el suposat temple de Venus, a Almenara (Castelló), van aparéixer alguns carreus amb representacions del dofí i el pectén. La presència dels dofins i les petxines és freqüent en les emissions numismàtiques de Arse-Saguntum, constituint els símbols heràldics més antics de la ciutat assetjada i destruïda per Hanníbal en la segona guerra púnica (218 abans de Crist).

### Els blasons de Sagunt[3]
Les similituds de l'escut d'armes de Sagunt i València són notòries.
En 1888 Antonio Chabret i Fraga ja es pregunta en la seua coneguda obra (Sagunt, la seua història i els seus monuments): “Desde cuando usa Murviedro el mismo escudo que su vecina Valencia, ni cuando se añadió la corona real y el murcielago...”.. Més tard cita “El más antiguo, en forma de losanje se remonta al año 1412 y su composición se reduce a las barras o bastones rojos de Aragón sobre fondo amarillo, con corona real... A principios del siglo XVII vino a completar el remate de dicho escudo el simbólico murcielago, tan generalizado en otras poblaciones del Reino de Valencia”.
L'escut d'armes de la Ciutat de Sagunt, com hui el coneixem conté, fonamentalment, els quatre pals rojos sobre camp d'or, en forma de losanje per considerar el nom de la Ciutat com a femení. A la destra del rombe apareix una M i a la sinistra una L. Cinc estreles, una flor de lis, corona real.
Després de la conquesta de Morvedre, la vila va adoptar els símbols heràldics del rei aragonés Jaume I. Estant el monarca a Osca en 1250, en presència de Guillem de Moncada, García Romeu, Ximeno de les Falçs i Berenguer de Fuxa s'incorpora Morvedre, al costat de la seua “Terme General”, a la Corona de baix promesa de no separar-la mai d'ella.
Felip III, amb motiu de celebrar les seues noces a Sagunt amb donya Margarita d'Àustria en 1599 va concedir la facultat d'afegir a l'escut d'armes de la llavors vila, cinc estreles d'or que simbolitzen la vigilància i la lleialtat dels seus habitants feia la Corona.
Durant la guerra de Successió Morvedre es va distingir per la seua col·laboració al triomf de la causa del pretendent Felip V. Un dels seus generals, d’Asfield, va demanar al monarca se li concedira a la vila el títol de Lleial, afegint al seu escut una L i una flor de lis, símbol de la Casa de Borbó (Reial decret de 26 de maig de 1706).
“Distinguir á los que se han hecho acreedores de mi favor con sus merecimientos. Y, teniendolos tan especiales la Villa de Murviedro del mi Reyno de Valencia por su particular fidelidad y Servicios: He resuelto por decreto señalado de mi Real mano de veinte y seis de Mayo de este año hacer merced á dicha Villa de que pueda añadir a sus armas una L á la derecha, y una flor de Lis a la izquierda sobre las estrellas que tiene en el escudo de sus armas...”.
Ferran VII, finalitzada la Guerra de la Independència, va concedir la facultat d'afegir a l'escut d'armes de Morvedre una M col·locada a la destra dels pals rojos, formant així, al costat de la L, el lema de Molt Lleial Ciutat de Sagunt que llueix fins als nostres dies.

### La bandera de Sagunt[4]
La història de l'ensenya saguntina s'inicia amb la presa de la ciutat de València per les tropes del rei aragonés i comte de Barcelona el 28 de setembre de 1238. Algunes viles es mantenien fidels al rei de València, Abu Djomali Zeyan, entre elles Morvedre. Mentre el conqueridor repartia les terres abandonades entre els seus cavallers, s'organitzen tres cossos de tropa amb més de cinc mil homes amb la missió de sotmetre aquells castells i viles que es mantenien fidels a l'últim rei musulmà. Un d'aqueixos cossos es va presentar davant les muralles de la vila de Morvedre prenent-la, no sense abans trobar la resistència dels seus habitants. Després de l'acció guerrera la vila va ser incorporada al nou mapa polític de la Corona d'Aragó.
El Morvedre cristià va ser donat a l'infant Sr. Pere de Portugal, fill del rei Sr. Sancho I de Portugal i cosí germà del pare de Sr. Jaime, confiant-se la custòdia del castell al capità de la guàrdia real, Asalit de Gudal. Morvedre continue habitada pels seus antics pobladors fins que en 1248 va ser decretada la seua expulsió, a la qual es va oposar enèrgicament l'infant Sr. Pere de Portugal, senyor de la vila i del seu General Terme.
Jaume II va nomenar el seu escuder, Guillem de Santa Coloma, alcaide del castell de Morvedre incloent el Terme General en virtut dels seus rellevants mèrits per decret donat a Osca el 6 de juliol de 1307. El lloc de alcaide no era vitalício, sinó pel temps que al monarca li plaga, amb la fórmula de rigor, per la qual el rei encarrega a tots els seus oficials li tinguen com alcaide i li obeïsquen com a lloctinent seu que era.
Jaume I va concedir a València la seua pròpia ensenya, el "penó de la conquesta", posteriorment ho faria a la resta de les viles reals, entre les quals es trobava Morvedre. La bandera dels quatre pals rojos sobre fons d'or serà un dels símbols de la nostra identitat com a poble. En el saló del plenari de l'Ajuntament s'exposa una còpia fidel de la bandera que concedira Jaume I a la vila de Morvedre.
El 15 de desembre de 1929 els saguntins van ratificar de nou la seua fidelitat a l'ensenya que els concedira el gran rei aragonés. Aquella jornada va ser memorable: la col·locació de la primera pedra del Col·legi Públic "Cronista Chabret" i la benedicció de la bandera brodada per un selecte grup de senyores i senyoretes de la ciutat, còpia exacta de la primitiva (segle XIV) i que Jaume I va atorgar amb l'indiscutible argument històric de proclamar-la nostra Senyera.
En el Llibre d'Actes (23 i 30 de desembre de 1929) de l'Ajuntament llegim: “En el Salón consistorial de la casa capitular, se reunieron el Alcalde y Concejales del Ayuntamiento que se anotan al margen (Baltasar Palanca Masiá, Remigio Santibañez Gorostegui, Ramón Gaspar Huguet, José Andani Boluda, Vicente Arnau Andrés, Salvador Agustí Such, Enrique Rubio Gallur, Manuel Romaní Verdeguer, Vicente Peris Moros, Joaquín Pérez Pérez, Francisco Moros Flors y Juan Martínez Gallego), con asistencia y presididos por el Excmo. Sr. Gobernador Civil de esta provincia, Don Heraclio Hernández Malillos, con el fin de proceder a la bendición de la Bandera del Ayuntamiento, y haciéndose constar que en atención a que se habia desgastado la Bandera o Senyera de la Corporación Municipal por el uso de muchos años, acordó ésta hacer otra nueva que como continuación de aquella, sirva de estandarte de la Ciudad, se trasladaron a la Iglesia Parroquial de Santa María, en donde y oficiando la misma Don Pascual Llopis, como delegado del Eminentisimo Sr. Arzobispo de la Diócesis, Dr. D. Prudencio Melo Alcaide fué bendecida por el mismo la expresada Bandera con los rituales propios del caso”.
Després de la benedicció de la bandera en Santa María;“los señores Concejales en Corporación, presididos por el Excmo. Sr. Gobernador Civil con la Bandera desplegada a la Casa Capitular, rindiéndose los honores correspondientes, a su entrada a la misma, donde por la mencionada autoridad provincial y el Ayuntamiento se dispuso que, en lo sucesivo sea la repetida Bandera el estandarte que ostente el Ayuntamiento como Senyera de la Ciudad”.
Les actes municipals recullen els noms dels personatges que van acudir a l'acte de benedicció de la nova bandera. Aquests van ser: “El Marqués de Sotelo, Jefe Provincial de la Unión Patriotica y Alcalde de Valencia, Don Primitivo Peire, Ayudante del Excmo. Sr. Capitán General de la III Región Militar representando al mismo, Don Julián Losada Ortega, Delegado Gubernativo, Don Francisco Navarro Romero en representación de la Diputación Provincial, el Sr. Consúl de la República del Uruguay D. Eduardo Martínez Sabater y otras distinguidas Autoridades y Personalidades de la Capital y de la Ciudad”.

## Història

### De l'antigaArseaSaguntum

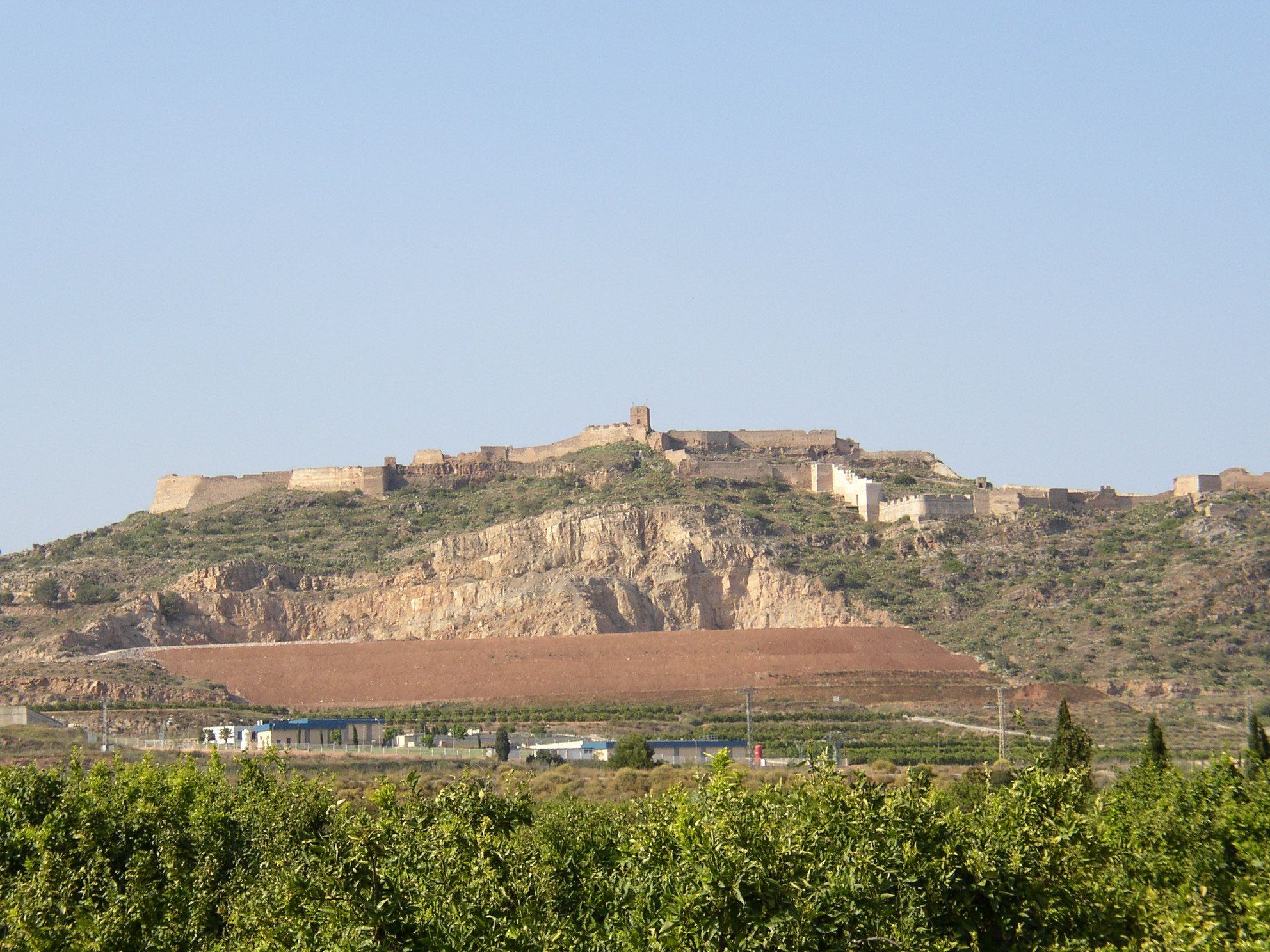
Castell de Sagunt

Sagunt, al peu de les Penyes de Pajarito, a la riba occidental del riu Palància, just al nord de la ciutat de València, és una població d'origen ibèric. Es tracta de l'oppidum d'Arse, situada sota el Castell. La tradició n'atribuïa la fundació als grecs de l'illa de Zacint, a la mar Jònica, però aquesta versió no és més que un mite fundacional sense fonament. Els historiadors romans l'esmenten sovint en tractar la Segona Guerra Púnica, que començà justament amb el setge de Sagunt.
La història de Sagunt com ciutat portuària és molt extensa. Ja en el segle iii aC, Sagunt constituïa un punt estratègic en el comerç pel Mediterrani amb la seca més important d'edetània. Ja en aquella època, hi havia comerciants de Sagunt que vivien instal·lats en les proximitats del port (fora de la ciutat emmurallada) amb la finalitat de fer pròspers els seus comerços a costa dels mariners que arribaven a Sagunt. Aquest port antic és el barri conegut com a Grau Vell.
El Tractat de l'Ebre va finalitzar la Primera Guerra Púnica marcant els límits de la influència entre Cartago i Roma en l'Ebre, i segons Tit Livi la mateixa garantia es va afegir al tractat del 228 aC per la presència més al sud de l'Ebre de la ciutat d'Arse (Sagunt), com a ciutat lliure, en canvi Polibi no ho esmenta. La ciutat edetana, va ser assetjada pel general Hanníbal en l'any 219 aC donat el seu emplaçament estratègic. El setge va durar mesos, i els habitants d'Arse van basar la seva estratègia a impedir a Hanníbal superar les muralles que voltaven la ciutat. No obstant la negativa d'ajuda de les comarques del voltant, que veien amb temor el creixent poder d'Arse sobre els pobles de la regió, van poder resistir els envits de l'exèrcit cartaginès per a prendre la ciutat. La situació es va fer insostenible després de la negativa de la República Romana d'enviar ajuda als saguntins. La ciutat desmoralitzada va poder resistir uns mesos més, davant un exèrcit major en nombre i en recursos, cal tenir en compte que l'exèrcit que va assetjar la ciutat s'havia format amb l'objectiu final de derrotar a Roma. A més d'estar comandat per un dels grans cabdills de l'antiguitat. Després del setge, Hanníbal es va trobar amb una ciutat desolada, parcialment destruïda i cremada. Allò va enfurir al cartaginès que havia sacrificat temps, soldats i recursos en la conquesta de la ciutat. Conta la llegenda que els ciutadans de Sagunt en no rebre l'ajuda dels romans, i amb la negativa de rendir-se, van decidir encendre una gran foguera i es van llançar tots a ella. Així es va iniciar la Segona Guerra Púnica entre Cartago i la república de Roma.
Set anys després la ciutat va ser recuperada pels romans, sota el nom de Saguntum. En el 214 a. de C. va passar a ser administrada com municipium (municipalitat romana); els romans van construir un gran circ en la part baixa de la ciutat i un teatre amb capacitat de vuit mil espectadors. Segons han revelat les excavacions arqueològiques, la ciutat romana podria haver albergat uns 40.000 habitants.

### Edat mitjana

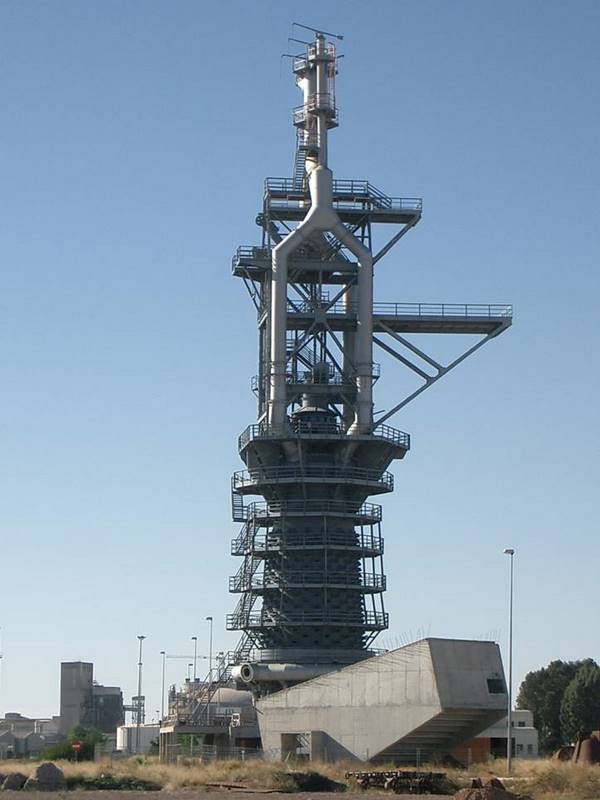
Alt Forn del Port de Sagunt.

Els àrabs van prendre la ciutat en l'any 713 després de Crist. A partir d'aquesta època és quan el topònim Saguntum va canviar a Morbyter i altres variants, i més tard es denominaria Murvedre o Morvedre, denominacions derivades dels muri veteres ("murs vells", "murs veterans") de l'edat mitjana. Aquest canvi de nom va ser possible gràcies al fet que durant l'antiguitat tardana Saguntum es va despoblar totalment, fins al punt que va perdre fins el nom. Els àrabs fundaren un nou poble a la vora de l'antiga Saguntum, però com que no ho sabien, el nou poble s'anomenaria "parets antigues". Després de la invasió dels àrabs, s'inicia la decadència a favor de Balansiya (València).
El novembre de 1092, Abu Issa Lubbun ibn Lubbun, visir de Yahya al-Qàdir, es va revoltar a Morvedre en desacord amb la seva política d'acords amb els cristians i cedeix la seva ciutat a Abd-al-Màlik ibn Hudhayl, l'emir d'Albarrasí a canvi d'una pensió i el dret de viure en Albarrasí. Abd-al-Màlik ibn Hudhayl, per a no molestar el Cid el va prestar vasallatge immediatament. El Cid va poder avituallar les seves tropes en els pobles i castells d'Albarrasí mentre respectava els dominis d'Abd-al-Màlik ibn Hudhayl.
L'any 1239 es va produir la conquesta de la ciutat per Jaume el Conqueridor, rei de la Corona d'Aragó. El 1363 fou presa per Pere el Cruel durant la Guerra dels Dos Peres. Després de la Pau de Morvedre es van renovar les hostilitats a la frontera d'Aragó i Pere de Castella, va penetrar el 1364 pel regne de València, sembrant el terror i apoderant-se d'Alacant, Elda, Gandia i altres castells arribant a assetjar València. Amb l'atac per terra de Pere el Cerimoniós i per mar d'Olf de Pròixida els castellans es van retirar a Morvedre, que és recuperada el 14 de setembre de 1365.

### Edat ModernaiContemporània

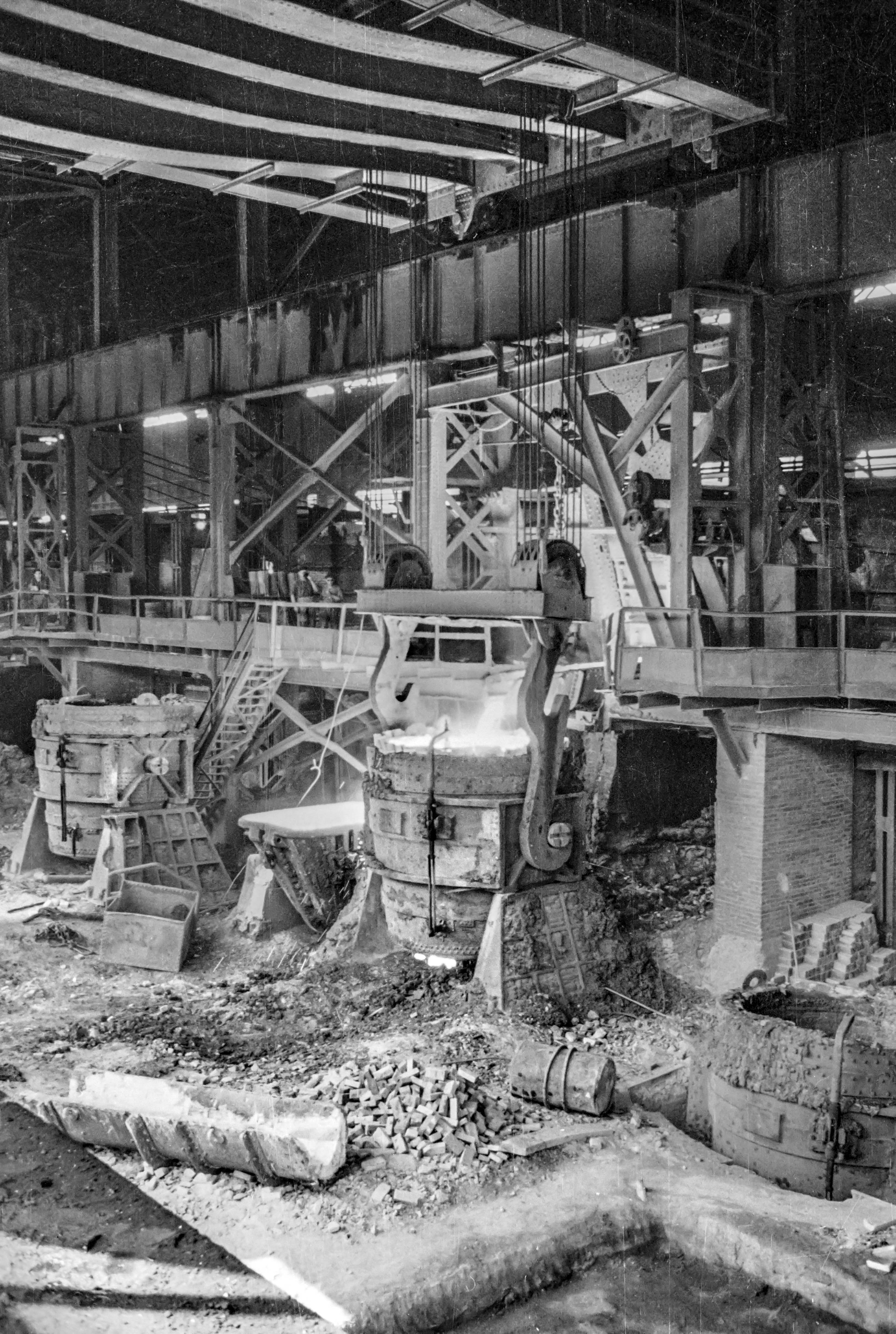
Alt forn, 1951

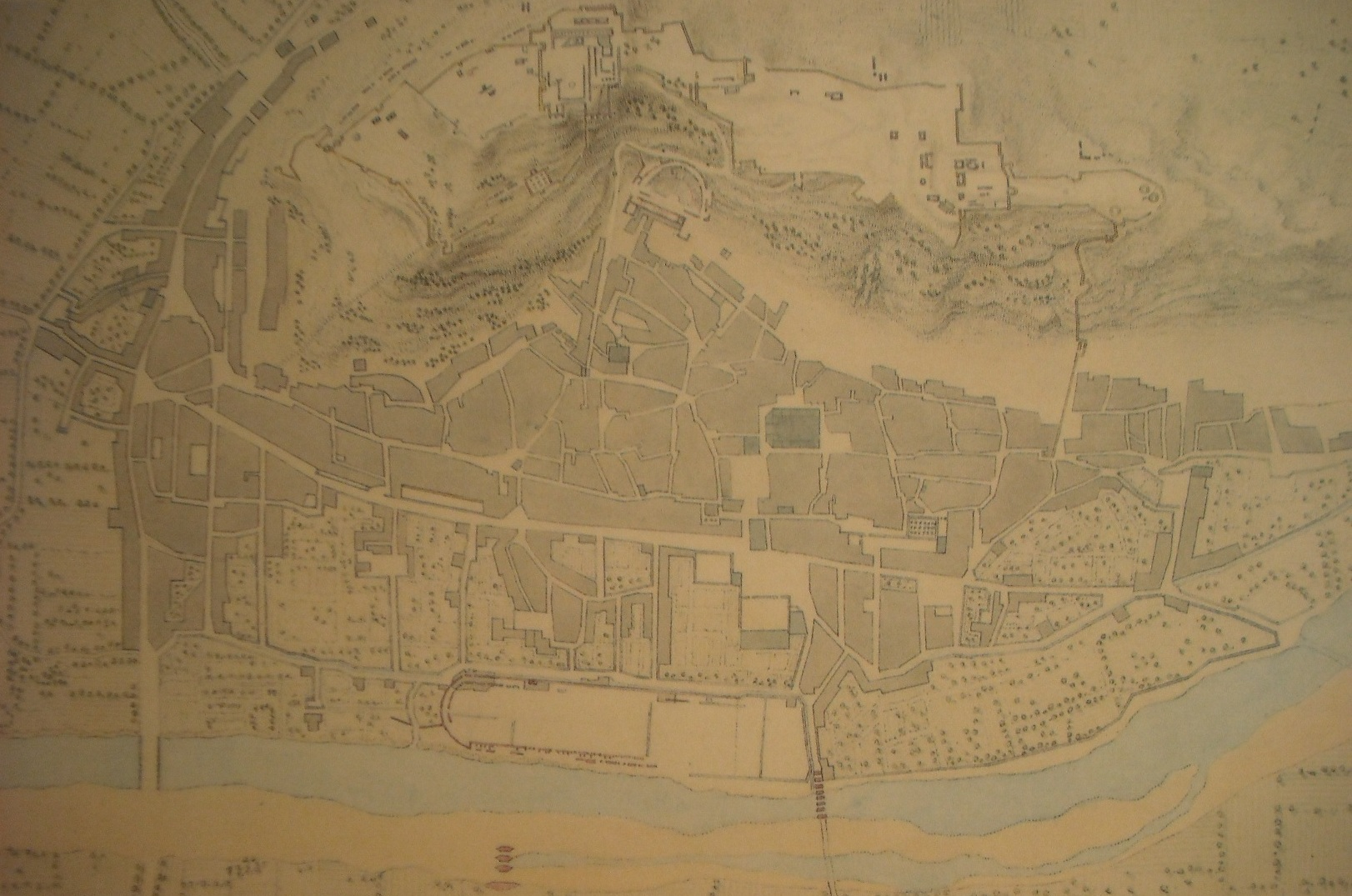
Plànol de Sagunt en 1809, publicat a lItinéraire descriptif de l'Espagne, d'Alexandre de Laborde.

A l'inici del XIX, durant les guerres napoleòniques, durant la batalla de Sagunt el mariscal Louis Gabriel Suchet conquerí la ciutat de camí a València.
En 1868, el nou Govern Provisional va modificar el nom de la ciutat, anomenada Morvedre des de feia més de deu segles, per l'antic nom romà de Sagunt, seguint els cànons romàntics i classicistes de l'època.
El desembre de 1874, es va produir a Sagunt el pronunciament militar encapçalat pel general Martínez Campos, que va posar fi a la I República i va originar el període de la Història d'Espanya coneguda com a Restauració borbònica. El rei Alfons XII li concedix el títol de ciutat a la ja "Molt Il·lustre i Lleial Vila" per haver sigut la primera població en reconèixer-lo com a rei.
A principis del segle xx es va desenvolupar una potent indústria siderúrgica al voltant del Port de Sagunt, originant l'actual nucli urbà del Port. En els anys 80, a causa de la reorganització industrial i a la crisi econòmica, es va tancar l'últim alt forn.
La ciutat es va declarar seguidament com zona industrial, el que va afavorir una major diversificació del seu sector productiu (ciments, química) i una especialització del sector sidero-metal·lúrgic, atraient les inversions de grans societats com el grup Arcelor o la ThyssenKrupp.

## Demografia
Sagunt tenia 65.821 habitants l'any 2008, sent la quarta ciutat de la província de València per població. El seu pes demogràfic es deu a la instal·lació d'importants indústries siderúrgiques en la seva costa a principis del segle xx, formant el nucli urbà actual del Port de Sagunt.
En el nucli històric de Sagunt és comú l'ús del valencià, mentre que en el Port el castellà és la llengua predominant.
| Evolució demogràfica (des de 1877) Censos de població | Evolució demogràfica (des de 1877) Censos de població | Evolució demogràfica (des de 1877) Censos de població |
| ----------------------------------------------------- | ----------------------------------------------------- | ----------------------------------------------------- |
|                                                       |                                                       |                                                       |
|                                                       |                                                       |                                                       |
|                                                       | Font: Institut Nacional d'Estadística                 |                                                       |

| Evolució demogràfica en els darrers anys Padró d'habitants | Evolució demogràfica en els darrers anys Padró d'habitants | Evolució demogràfica en els darrers anys Padró d'habitants | Evolució demogràfica en els darrers anys Padró d'habitants | Evolució demogràfica en els darrers anys Padró d'habitants | Evolució demogràfica en els darrers anys Padró d'habitants | Evolució demogràfica en els darrers anys Padró d'habitants | Evolució demogràfica en els darrers anys Padró d'habitants | Evolució demogràfica en els darrers anys Padró d'habitants | Evolució demogràfica en els darrers anys Padró d'habitants | Evolució demogràfica en els darrers anys Padró d'habitants | Evolució demogràfica en els darrers anys Padró d'habitants | Evolució demogràfica en els darrers anys Padró d'habitants | Evolució demogràfica en els darrers anys Padró d'habitants | Evolució demogràfica en els darrers anys Padró d'habitants | Evolució demogràfica en els darrers anys Padró d'habitants | Evolució demogràfica en els darrers anys Padró d'habitants | Evolució demogràfica en els darrers anys Padró d'habitants | Evolució demogràfica en els darrers anys Padró d'habitants | Evolució demogràfica en els darrers anys Padró d'habitants |
| Any                                                        | 2000                                                       | 2001                                                       | 2002                                                       | 2003                                                       | 2004                                                       | 2005                                                       | 2006                                                       | 2007                                                       | 2008                                                       | 2009                                                       | 2010                                                       | 2011                                                       | 2012                                                       | 2013                                                       | 2014                                                       | 2015                                                       | 2016                                                       | 2019                                                       | 2020                                                       |
| ---------------------------------------------------------- | ---------------------------------------------------------- | ---------------------------------------------------------- | ---------------------------------------------------------- | ---------------------------------------------------------- | ---------------------------------------------------------- | ---------------------------------------------------------- | ---------------------------------------------------------- | ---------------------------------------------------------- | ---------------------------------------------------------- | ---------------------------------------------------------- | ---------------------------------------------------------- | ---------------------------------------------------------- | ---------------------------------------------------------- | ---------------------------------------------------------- | ---------------------------------------------------------- | ---------------------------------------------------------- | ---------------------------------------------------------- | ---------------------------------------------------------- | ---------------------------------------------------------- |
| Població                                                   | 56.756                                                     | 57.017                                                     | 57.741                                                     | 58.287                                                     | 60.488                                                     | 61.823                                                     | 62.702                                                     | 63.359                                                     | 65.821                                                     | 66.070                                                     | 66.259                                                     | 65.595                                                     | 65.238                                                     | 65.190                                                     | 65.003                                                     | 66.140                                                     | 64.439                                                     | 66.140                                                     | 67.173                                                     |

Font: Argos.gva.es

## Política i govern

### Composició de la Corporació Municipal
El Ple de l'Ajuntament està format per 25 regidors. En les eleccions municipals de 28 de maig de 2023 foren elegits 12 representants del Partit Socialista del País Valencià (PSPV-PSOE), 5 del Partit Popular (PP), 3 d'Iniciativa Portenya (IP), 2 de Vox, 2 de Compromís i 1 d'Esquerra Unida-Unides Podem.
| Eleccions municipals de 28 de maig de 2023 - Sagunt |                                          |                                     |                                     |         |         |          |
| Candidatura | Candidatura                              | Candidatura                         | Cap de llista                       | Vots    | Vots    | Regidors |
| | Partit Socialista del País Valencià-PSOE |                                     | Darío Moreno Lerga                  | 13.798  | 43,88%  | 12 (+5)  |
| | Partit Popular                           |                                     | María Isabel Sáez Martínez          | 6.028   | 19,17%  | 5 (+2)   |
| | Iniciativa Portenya                      |                                     | Manuel González Sánchez             | 3.762   | 11,96%  | 3 (-2)   |
| | Vox                                      |                                     | Alejandro Vila Polo                 | 2.508   | 7,98%   | 2 (+1)   |
| | Compromís per Sagunt-Acord per Guanyar   |                                     | Josep Maria Gil Alcamí              | 2.488   | 7,91%   | 2 (-3)   |
| | Esquerra Unida - Unides Podem            |                                     | Roberto Rovira Puente               | 2.256   | 7,17%   | 1 (-1)   |
| | Altres candidatures                      |                                     |                                     | 607     | 1,93%   | 0 ( -2)  |
| | Vots en blanc                            |                                     |                                     | 279     | 0,9%    |          |
| Total vots vàlids i regidors | Total vots vàlids i regidors             | Total vots vàlids i regidors        | Total vots vàlids i regidors        | 31.726  | 100 %   | 25       |
| | Vots nuls                                | Vots nuls                           | Vots nuls                           | 237     |         |          |
| Participació (vots vàlids més nuls) | Participació (vots vàlids més nuls)      | Participació (vots vàlids més nuls) | Participació (vots vàlids més nuls) | 31.963  | 63,7%** |          |
| Abstenció | Abstenció                                | Abstenció                           | Abstenció                           | 18.190* | 36,3%** |          |
| Total cens electoral | Total cens electoral                     | Total cens electoral                | Total cens electoral                | 50.153* | 100 %** |          |
| Alcalde: Darío Moreno Lerga (PSPV) (17/06/2023) Per ser la llista més votada, després de no haver obtingut majoria absoluta dels regidors (12 vots del PSPV-PSOE) |                                          |                                     |                                     |         |         |          |
| Fonts: (* No són vots sinó electors. ** Percentatge respecte del cens electoral.)                                                                                 |                                          |                                     |                                     |         |         |          |

### Alcaldes
Des de 2019 l'alcalde de Sagunt és Darío Moreno Lerga del PSPV-PSOE.
| Període                       | Alcalde o alcaldessa                              | Partit polític | Data de possessió     | Observacions                           |
| ----------------------------- | ------------------------------------------------- | -------------- | --------------------- | -------------------------------------- |
| 1979–1983                     | Manuel Carbó Juan                                 | PSPV-PSOE      | 19/04/1979            | --                                     |
| 1983–1987                     | José Garcia Felipe Francisco Crispín Sanchis      | PSPV-PSOE      | 28/05/1983 21/05/1984 | Dimissió/renúncia --                   |
| 1987–1991                     | José Garcia Felipe                                | CIPS           | 30/06/1987            | --                                     |
| 1991–1995                     | Manuel Girona i Rubio                             | PSPV-PSOE      | 15/06/1991            | --                                     |
| 1995–1999                     | Manuel Girona i Rubio Silvestre Borràs Azcona     | PSPV-PSOE PP   | 17/06/1995 09/04/1997 | Moció de censura PP+UPV-BN+CDS+CIPS -- |
| 1999–2003                     | Silvestre Borràs Azcona                           | PP             | 03/07/1999            | --                                     |
| 2003–2007                     | Glòria Calero Albal                               | PSPV-PSOE      | 14/06/2003            | --                                     |
| 2007–2011                     | Alfredo Castelló Sáez                             | PP             | 16/06/2007            | --                                     |
| 2011–2015                     | Alfredo Castelló Sáez Sergio Ramón Muniesa Franco | PP             | 11/06/2011 23/10/2014 | Dimissió/renúncia --                   |
| 2015–2019                     | Quico Fernández Carrasco                          | Compromís      | 13/06/2015            | --                                     |
| 2019-2023                     | Darío Moreno Lerga                                | PSPV-PSOE      | 15/06/2019            | --                                     |
| Des de 2023                   | Darío Moreno Lerga                                | PSPV-PSOE      | 17/06/2023            | --                                     |
| Fonts: Generalitat Valenciana |                                                   |                |                       |                                        |

## Economia
L'economia de Sagunt està basada principalment en la indústria siderúrgica i en l'exportació de cítrics. El cultiu de secà consistix en garroferes, oliveres i algunes vinyes i ametlers; entre el regadiu destaquen el taronger i altres arbres fruiters.
Fins al segle xix, va ser una població essencialment vinícola que exportava vi i aiguardent a França; però a principis d'eixe segle, degut a la destrucció dels vinyers a causa de la fil·loxera i a la conversió del secà en regadiu, els vinyers van ser substituïts pels cítrics.
L'activitat pesquera va començar amb la construcció del port pesquer.
A principis del segle xx, amb la industrialització, va començar l'exportació de mineral de ferro d'Ojos Negros (Terol) a part de les fàbriques d'aiguardents, farina i teixidors de llenços comuns de fils.

## Monuments

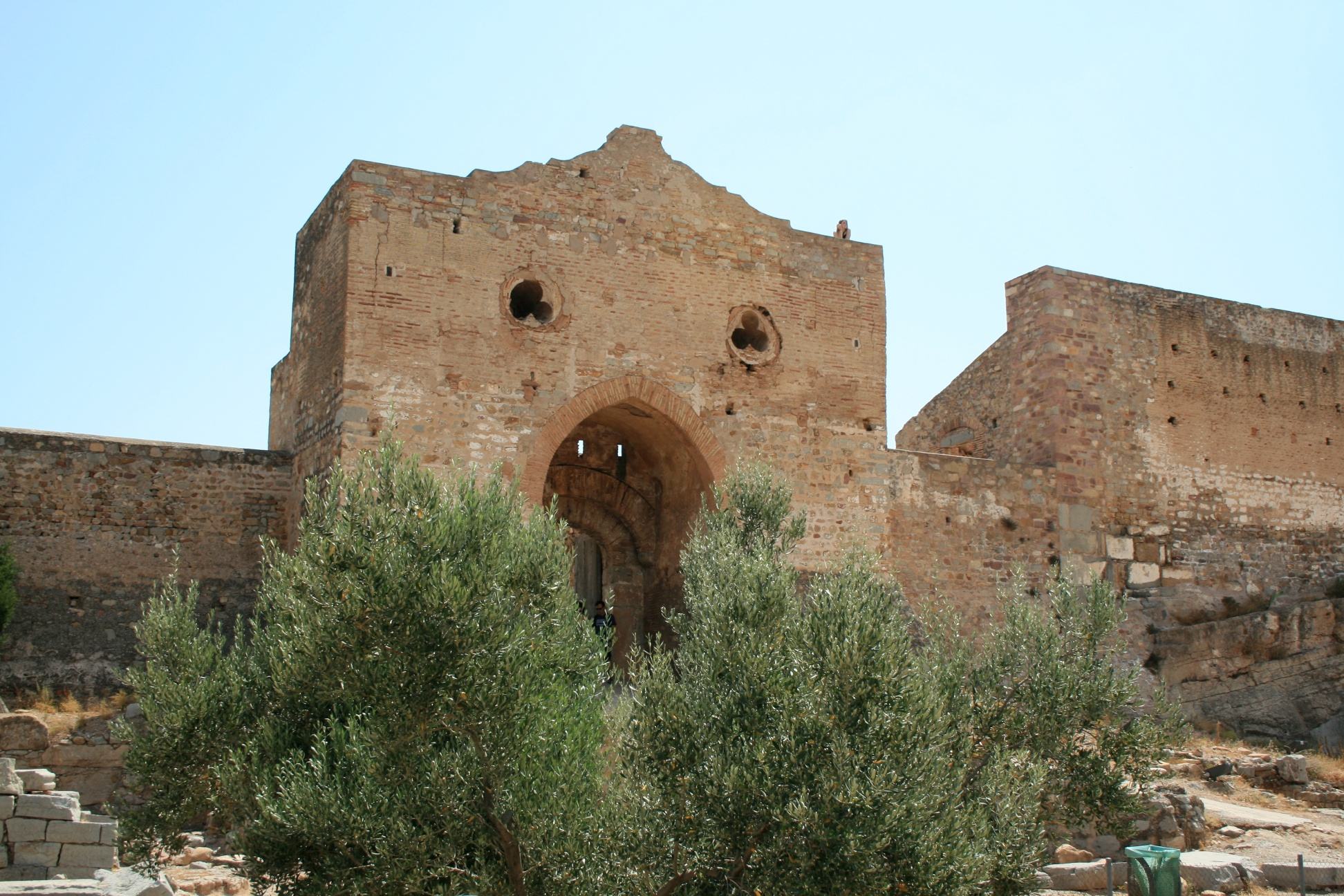
Castell de Sagunt.

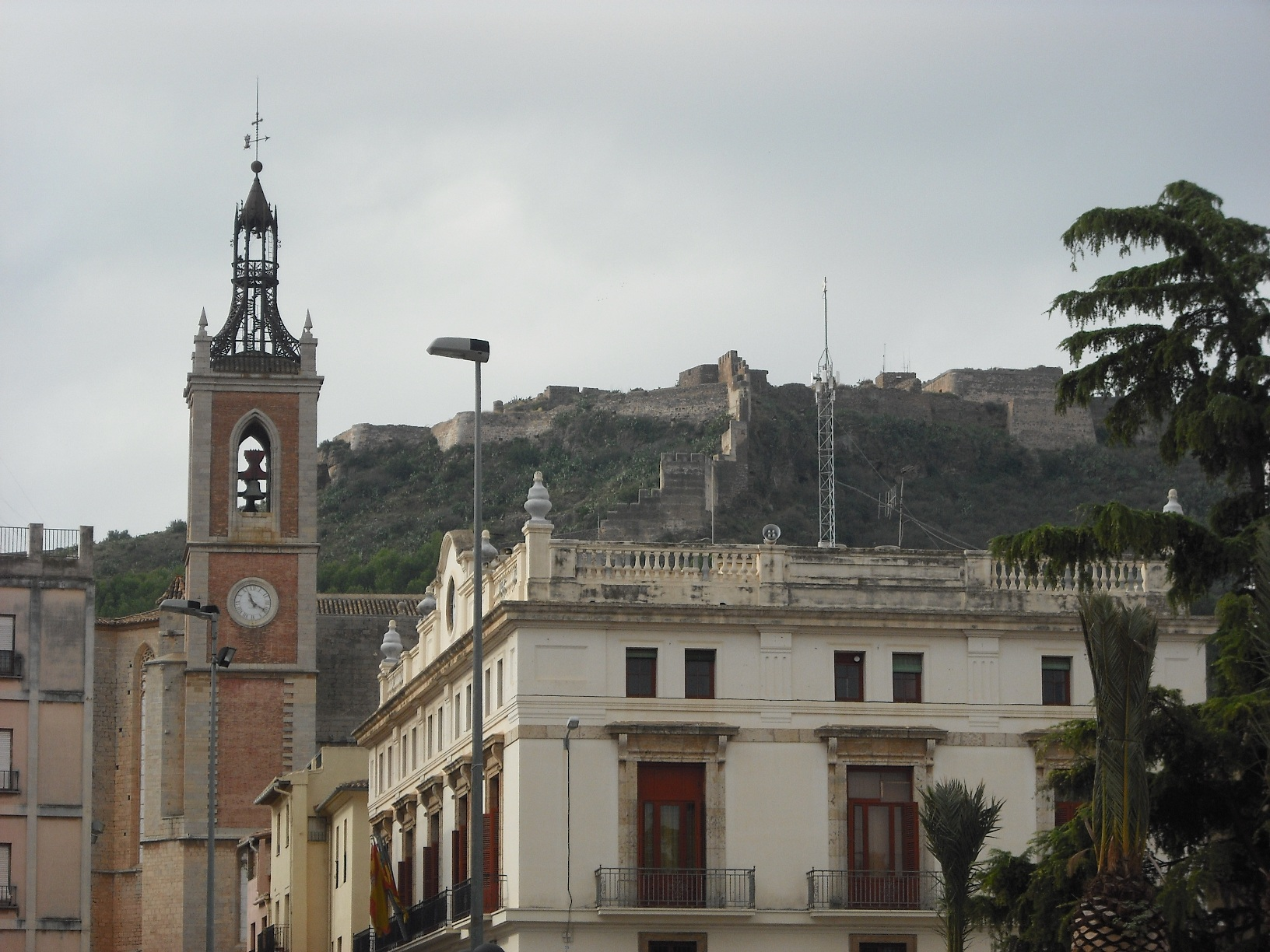
El castell, l'església de Santa Maria i l'Ajuntament.

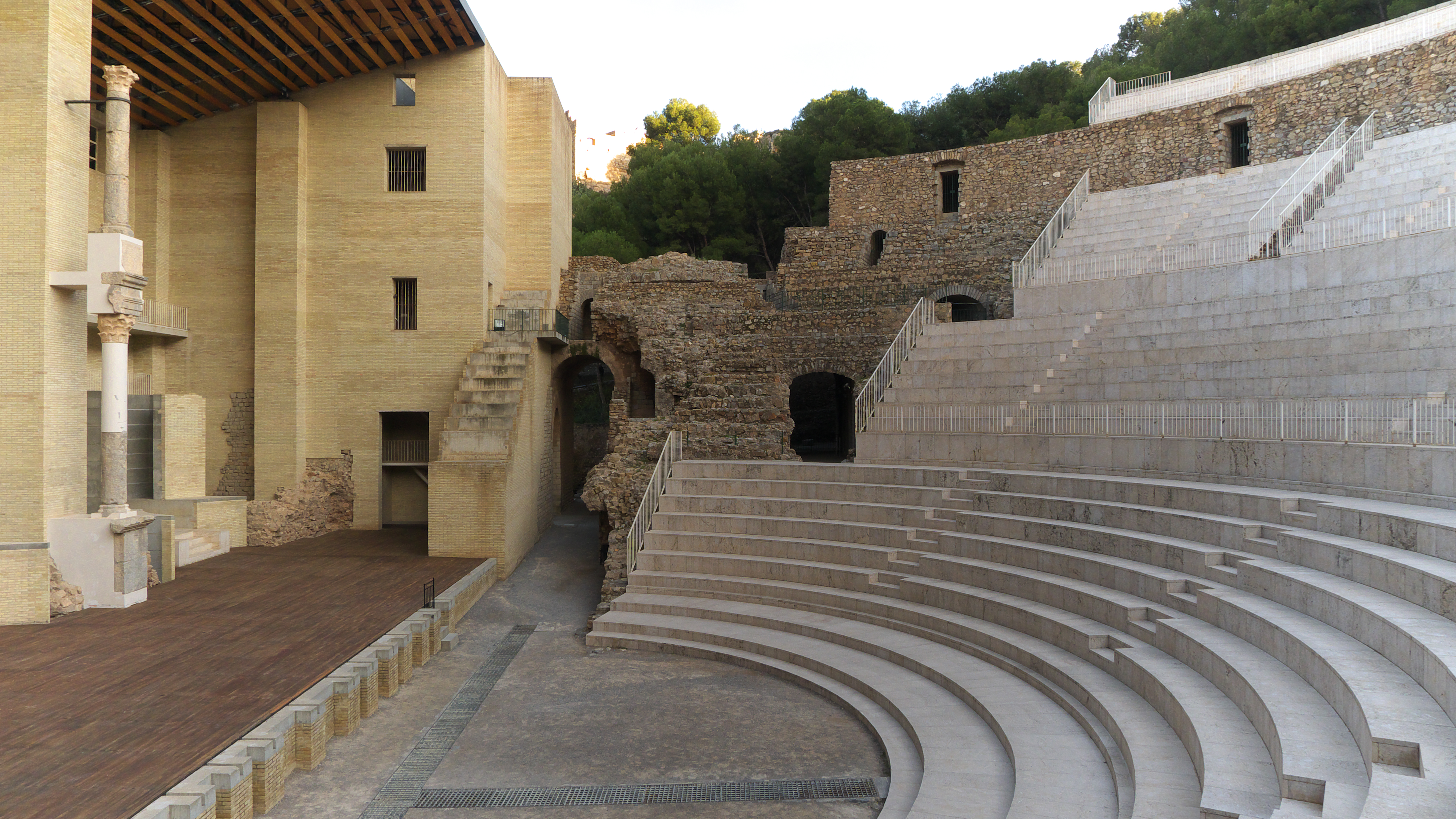
Teatre romà

### Monuments civils
- Castell de Sagunt
- Alqueria de l'Aigua Fresca
- Teatre romà de Sagunt
- Torre del Grau Vell (fortí)
- Museu Arqueològic del Teatre Romà
- Torre de Sant Roc
- Jueria o Call
- Museu Històric de Sagunt (MUHSAG)
- Ajuntament
- Molí fortificat Torre Gausa
- Castell de Cárcel
- Nucli antic de la Vila de Sagunt
- Via del Pòrtic

### Monuments religiosos
- Església Arxiprestal de l'Assumpció de Santa Maria.
- Església d'El Salvador
- Ermita de la Sang
- Ermita de Sant Miquel
- Ermita de la Mare de Déu del Bon Succés
- Ermita de Sant Roc
- Ermita de la Magdalena. Situada al carrer del Castell, en aquesta ermita també es venera Sant Blai. Està adossada pel fons i un dels seus costats a habitatges particulars, mentre que de l'altre lateral arranca un arc de pedra de la jueria. Restaurada al costat d'altres ermites de la ciutat en 2012, es troba en bon estat. És un temple de reduïdes dimensions, amb façana rectangular llisa i molt senzilla, que remata en acroteri amb una espadanya de mig punt —afegida en una interven-ció de 1960— amb la seua campana i creu de forja. La porta d'accés és de llinda i emplanxada amb el corresponent espiell. Sobre ella hi ha un retaule ceràmic amb la imatge de la santa i, a banda i banda, sòcols amb el nom de l'ermita. El fosc interior té sòl de llosetes i unes dimensions aproximades de 3 m per 2 m. La fornícula principal de l'altar alberga una imatge de Sant Blai; la imatge de Santa Maria Magdalena, xicoteta i ben tallada, es troba en una capelleta envidrada al late-ral dret.
- Ermita dels Dolors
- Monestir de la Mare de Déu al peu de la Creu o de Santa Anna

## Llocs d'interés natural
- Marjal dels Moros. Espai protegit ZEPA, una zona humida inclosa en el Catàleg de Zones Humides de la Comunitat Valenciana, situada entre els termes municipals de Puçol i Sagunt, on es troben moltes espècies d'aus que la convertixen en una zona d'interés ornitològic, equipada amb tres miradors per a l'observació d'aus.[18][19]
- Muntanya de Romeu. Espai forestal litoral mediterrani poblat amb pins (Pinus halepensis), llentiscles (Pistacia lentiscus), romers (Rosmarinus officinalis), espígols (Lavandula angustifolia), i per on discorre el sender Ruta dels Senglars. Actualment es reivindica la seua conversió en Paratge Natural Municipal.[20][21]

## Honors i Distincions de l'Ajuntament de Sagunt[3]
El Ple de l'Ajuntament de Sagunt, en la sessió del dia 28 de febrer de 2017, va aprovar inicialment el Reglament d'honors i distincions i transcorregut el termini per a formular reclamacions i suggeriments, i tenint en compte que no s'ha presentat cap, s'entén definitivament adoptat l'acord fins llavors provisional, per la qual es publica el text íntegre d'aquest Reglament en el que en el CAPÍTOL I.- dels Títols i Condecoracions Oficials de l'Excm. Ajuntament de Sagunt en el seu article 1.- L'Excm. Ajuntament de Sagunt podrà atorgar amb caràcter oficial, per a premiar o reconéixer els especials mèrits de qualsevol índole i/o serveis extraordinaris, les següents condecoracions:
Primer: Fill/a Predilecte/a o Adoptiu/a de Sagunt Segon: Alcalde/sa o Regidor/a Honorari/a de l'Ajuntament Tercer: Medalla de la Ciutat en tres diferents categories:
- Medalla d'Or
- Medalla de Plata
- Medalla de Bronze
I és per això que en el CAPÍTOL VII.- Registre.
Article 25.- Es portarà un Registre -Llibre d'Or de la Ciutat- on constaran totes les condecoracions que es concedeixen, signant l'afavorit i l'Alcalde.
El Llibre es dividirà en tantes seccions com són les distincions honorífiques que puga atorgar l'Ajuntament, inscrivint per ordre cronològic indicant, en el seu cas, la seua duració.

### Fills Predilectes
1956. Joaquín Rodrigo Vidre
1988. Santiago Bru y Vidal
2010. Mario Monreal

### Fills Adoptius
1868. Praxedes Mateos Sagasta
1876. Francisco de Laguardia
1876. Luis Dabán
1890. Salvador Giner
1916. Ramón de la Sota y Llano 
1916. Aznar y Tutor, Luis María de
1954. José Antonio Giró de Velasco (retirat 2015)
1955. Francisco Sánchez Castañer
1982. Victoria Kamhi de Rodrigo
1994. Vicente Rojo Lluch
2009. Emilio Llueca Úbeda
2009. Rene Marigil de Mingo.
2020. Ramón Lapiedra.
2022. Vicent Vayà i Pla
2024. Francisco Campillo

### Alcalde o Regidor honorfic
1973. Masip Gómez, Vicente.

### Medalla d'Or de la Ciutat
1965. Francisco Franco Bahamonde. Retirada 2015
1988. Lira Saguntina
1991. Caja Sagunto
1992. Cofradía de la Sangre de Nuestro Señor Jesucristo
1994. Dominicas de la Anunciata
1996. Joaquín Rodrigo Vidre
2020. CD Acero
2020. Otorgamiento título Medalla de Oro según reglamento de honores y distinciones a instituciones destacadas en la lucha contra la Covid-19
2021. Sociedad de Cazadores de Sagunto
2021. COMUNIDAD DE REGANTES
2022 Atletico Saguntino
2022. Sociedad Vitivinícola de Sagunto

### Medalla d'Argent de la Ciutat
2017. Antonio Morcillo Jiménez
2017. Luís Madrid Blánquez
2018. CARMEN ARANEGUI GASCÓ
2018. ARTURO GONZÁLEZ SÁNCHEZ
2018. CARMEN LEAL
2019. Vicente Madrid blaquez
2021. Victoria Belis Herreras
2021. Angel Olmos
2022. Manuel Hernandez
2022. Juan Picazo
2022. Kike León
2022. Vicotria Sevilla
2022. Rosa Graells
2022. Concha Cañete
2023. Sento Llobell Bisbal
2023. Julián Antonio López Martínez
2023. Evangelina Rodríguez Cuadros
2023. Dolors Llobet Nualart

## Personatges il·lustres
- Francesc Maresme (1379-1463), religiós cartoixà i prior de la Cartoixa de Vall de Crist
- Lluís Mercader (1444-1516), religiós cartoixà i bisbe de Tortosa.
- Josep Romeu i Parras (1778-1812), guerriller.
- Antoni Chabret i Fraga (1846-1907), cronista, historiador i metge.
- Francesc Mora i Berenguer (1875-1961), arquitecte.
- Julià Palanca i Massià (1883-1964), músic i compositor.
- Joaquín Rodrigo (1901-1999), músic i compositor.
- Ferran Escrivà i Cantos (1905-1977), pintor i dibuixant.
- Anita Blanch (1910-1983), actriu.
- Jaume Bru i Vidal (1922-2000), poeta, cronista i historiador.
- Emèrit Bono i Martínez (1940-), economista i polític.
- Josep Lluís Blasco i Estellés (1941-2003), filòsof, degà de la Facultat de Filosofia de la Universitat de València i polític valencianista.
- Rafael Català i Moros (1944-), poeta.
- Emili Llueca Úbeda (1949-2008), periodista, cronista i historiador.[22]
- Victòria Civera (1955-), artista i pintora.
- Manuel Bellver i Bayo (1956-), artista plàstic i poeta.
- Alfons López Tena (1957-), jurista.
- Antoni Gómez i Giménez (1960-), poeta i periodista.
- Emilia Matallana Redondo (1961-), bioquímica i professora de la Universitat de València.
- Begonya Mezquita Ramírez (1968-), poetessa.
- Maria Josep Picó (1973-), periodista.
- David Navarro (1980-), futbolista.

## Esports
A Sagunt hi ha dos clubs d'handbol d'important nivell i prestigi, el BM Morvedre femení, que es troba en la màxima divisió estatal i disputa els seus partits en el pavelló René Marigil; i el Fertiberia Port de Sagunt, que des de la temporada 1999-2000 se troba en Primera Divisió Nacional, i disputa els seus partits en el Pavelló Municipal de Sagunt.
Pel que fa al futbol, al nucli històric trobem l'Atlètic Saguntí, que actualment milita a la Tercera Divisió, després d'haver passat per la Segona Divisió B, i el Sagunt Futbol Base, de 1a Regional. Al Port de Sagunt destaca el CD Acer, que a pesar d'aglutinar molts esportistes en les seues respectives estructures, el primer equip es troba en Regional Preferent.
Així mateix també hi ha dos clubs de bàsquet, el Bàsquet Sagunt-C.B. Morvedre, que en els últims temps està agafant gran interès en el municipi a causa dels seus constants ascensos de categoria, i el C.B. Port, del nucli d'El Port.
En l'àmbit d'esports d'equip també hi ha clubs de voleibol, el Stella Maris i futbol sala, el C.D. Ibèric. D'altra banda també hi ha clubs d'atletisme, escacs, gimnàstica, lluita, natació, tennis de taula, judo, i pràcticament de quasi totes les categories esportives existents, que representen el nom de la ciutat a escala regional, nacional, i inclús en alguns casos internacional, cas de: l'Handbol Sagunt, representants del club de lluita Ares que disputen competicions internacionals, o d'importants atletes locals com Sandra Jiménez.

## Festivitats[24]
- Festivitat de Sant Vicent Ferrer

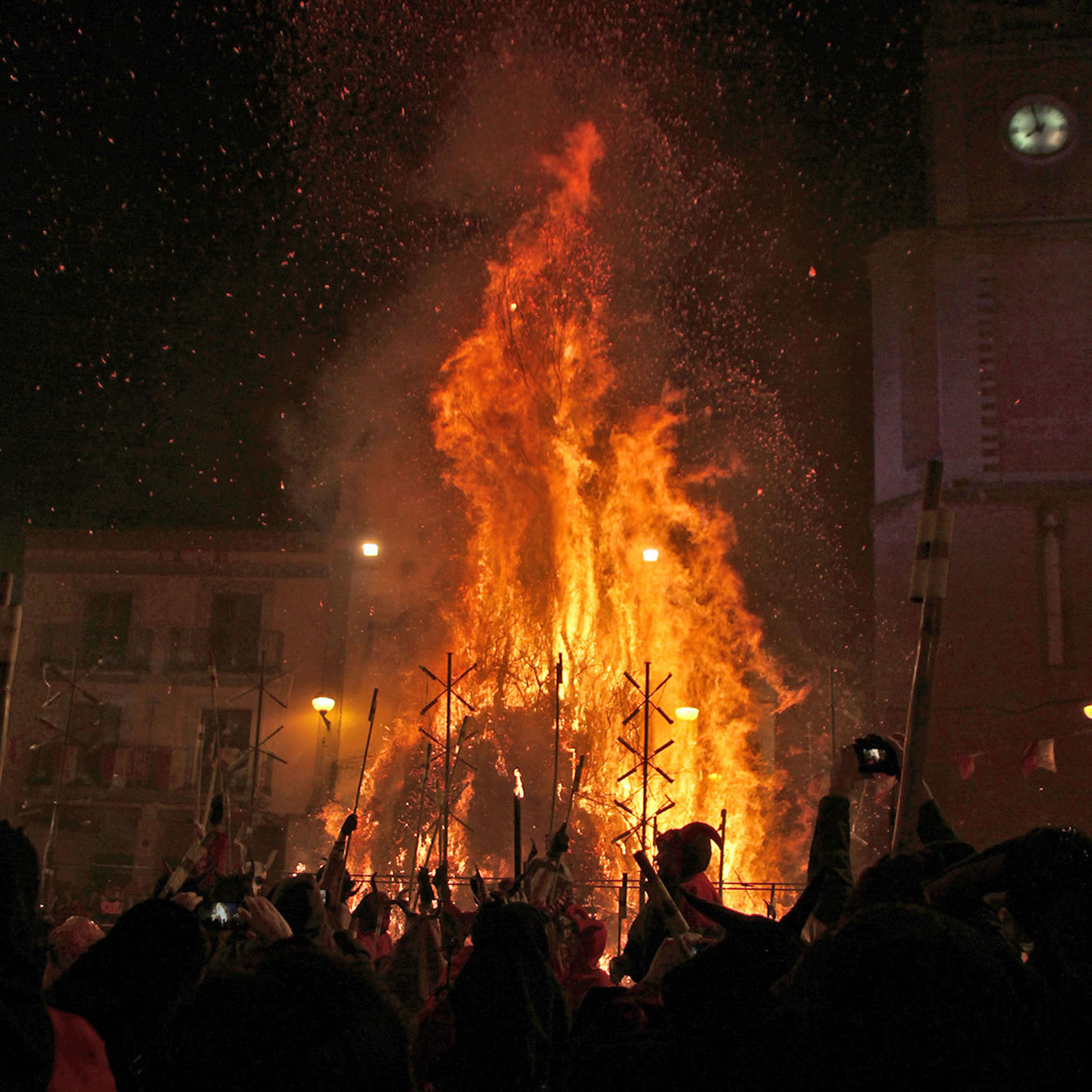
Fotografia de la foguera que se realitza en la plaça Major de Sagunt.

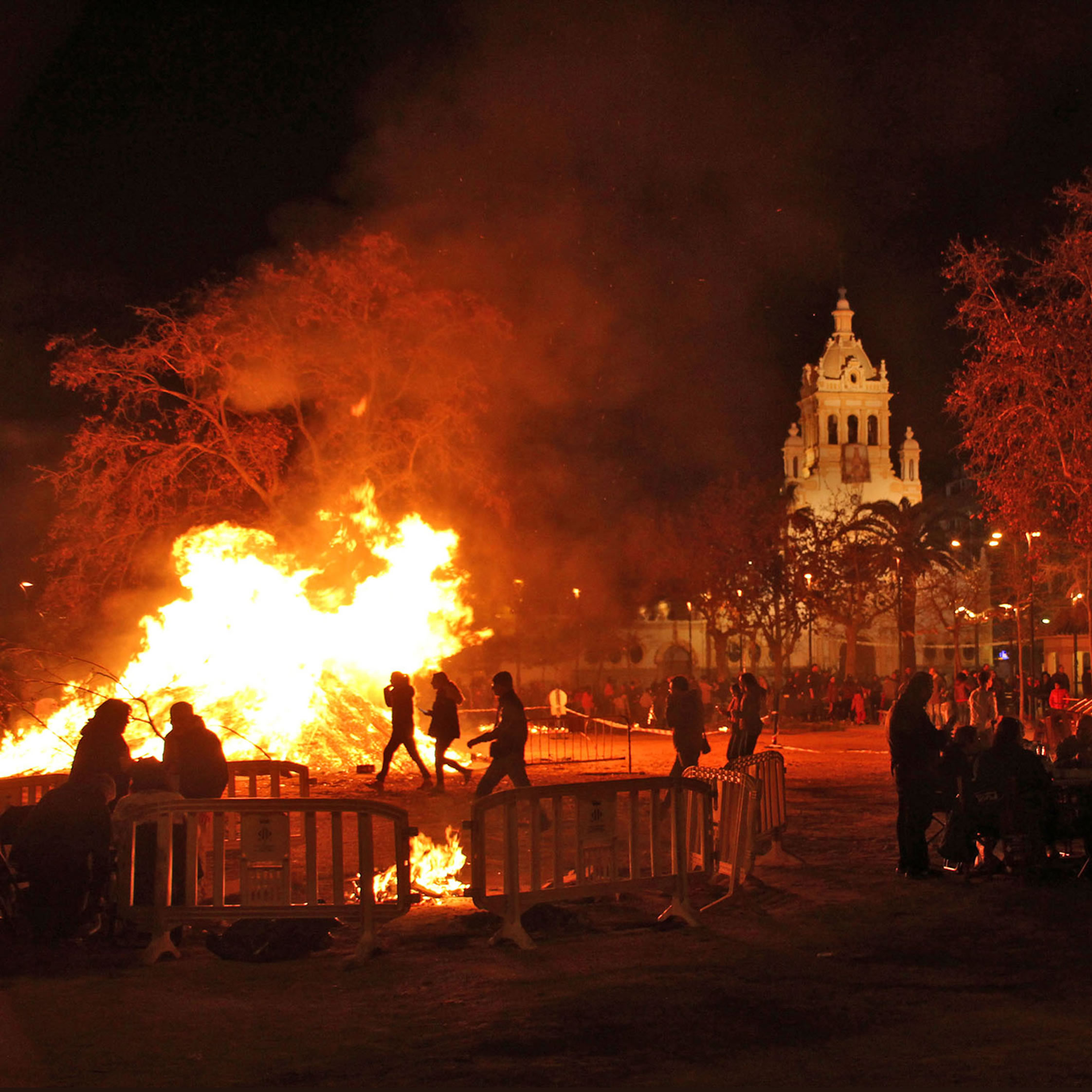
Foguera en l'Església de Begonya.

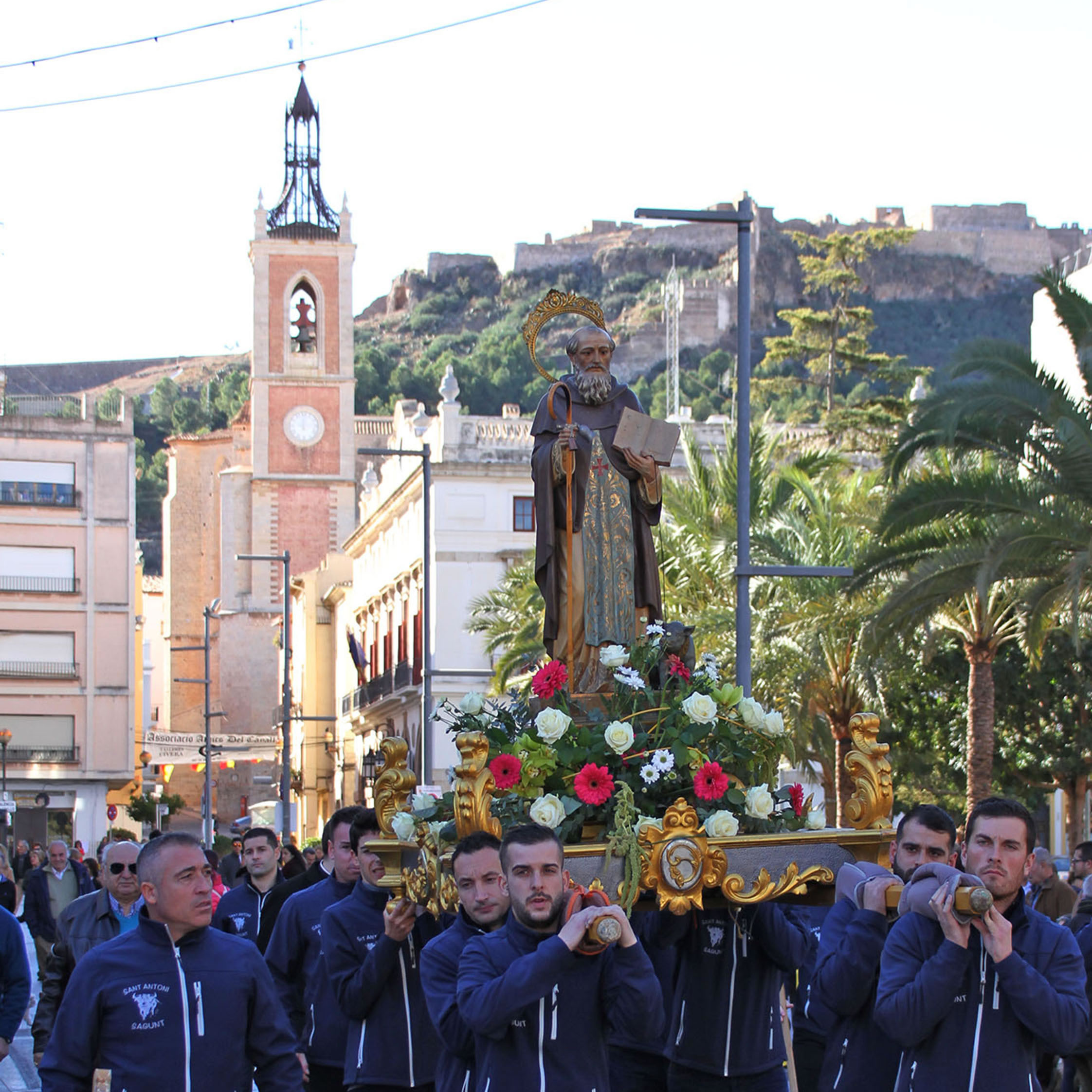
Processó i bendició d'animals.

- Falles (Celebrades els dies previs al 19 de març)
- Setmana Santa per la confraria de la Sang (amb una tradició molt arrelada al nucli històric)
- Festivitat de Sant Cristòfol (Celebrada el diumenge més pròxim al 10 de juliol)
- Festes patronals en honor dels Sants Màrtirs: Abdó i Senent -els Sants de la Pedra- (Celebrades la segona quinzena de juliol)
- Festivitat de la Mare de Déu de Begonya (Celebrada la primera quinzena d'agost al nucli del Port)
- Festes en honor de Sant Ramon Nonat (Celebrades l'última setmana d'agost)
- Festes en Honor de la Mare de Déu del Bon Succés (Celebrades la primera desena de setembre)
- Festes de moros i cristians (Celebrades el primer cap de setmana d'octubre)
- Festes del Barri Biensa (Celebrades l'última setmana completa de Setembre)
- Festes de la Mare de Déu del Carme (al nucli del Port)

### Sant Antoni
Situada a prop del solstici d’hivern (dia 21 de desembre), la revetlla de Sant Antoni se celebra la nit del 16 de gener i s'emmarca en un conjunt de celebracions precristianes que evocaven el reinici del cicle agrícola al voltant del foc, símbol de purificació i de renovació de la vida.
L'Associació Amics del Cavall és l'encarregada d'organitzar els actes de les festes populars de Sant Antoni a mitjan gener. Destaca el trasllat del pi des del trinquet fins a la plaça Major, arrossegat per cavalls i acompanyat del grup de percussió i dolçaina de la Diabòlica de Morvedre, per a muntar la foguera. Posterior ment després de muntar la foguera esta és cremada acompanyada del volteig de campanes a càrrec del grup Els Campaners de Morvedre. El “taller de dimonis”, els tradicionals correfocs, el “bureo”, és a dir, una antiga festa popular oberta a la participació de tot el món, la concentració d'animals, l'exhibició i la cercavila de cavalls i finalment la benedicció d'animals.
D'altra banda, al barri del Salt se celebren festejos de bous al carrer en honor de Sant Antoni. Des de 2018 es du a terme una foguera a l'entorn de l'Albereda del Port de Sagunt, organitzada per l'associació Hoguera de San Anton Porteña.

### Sant Blai

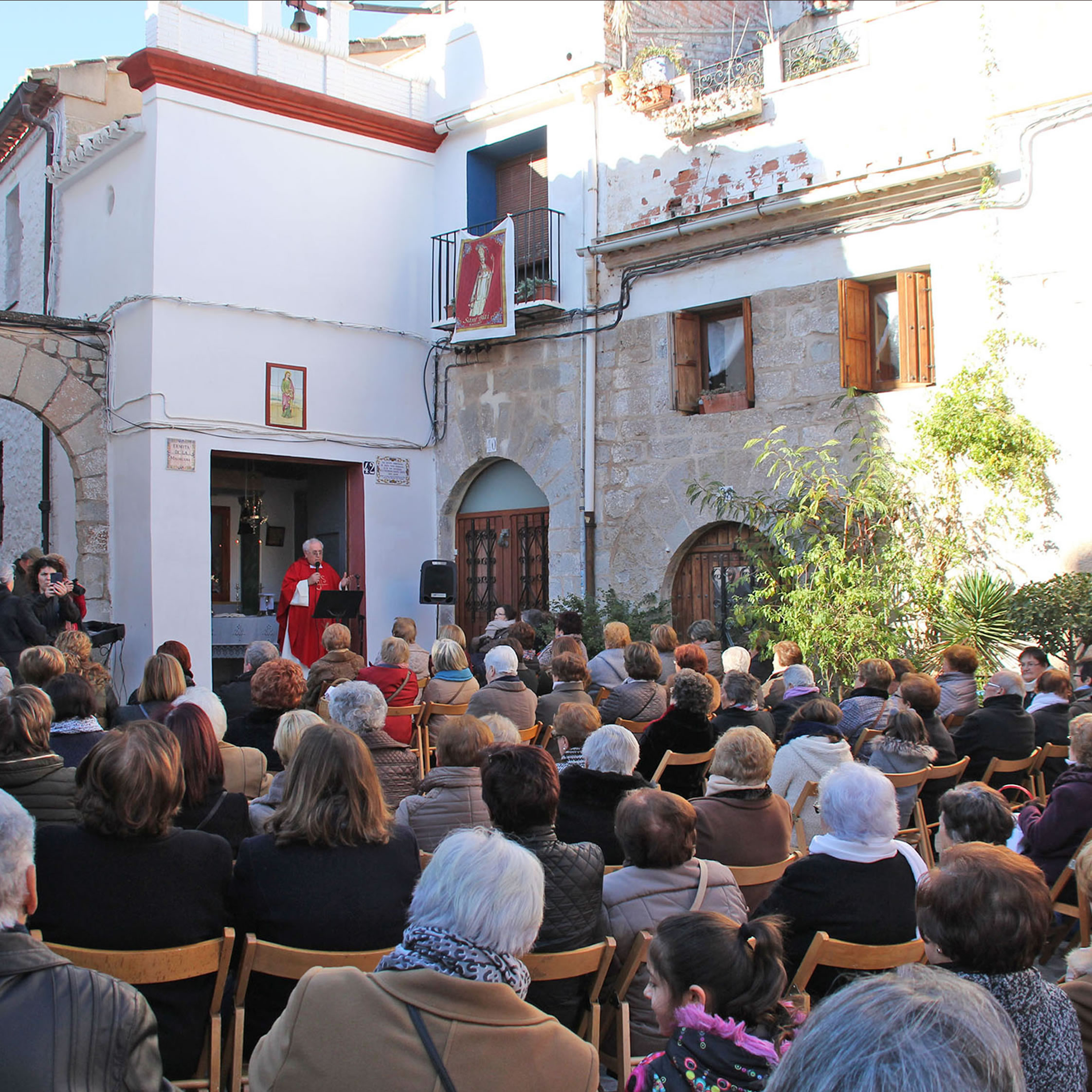
Benedicció coquetes de Sant Blai.

L'Associació Cultural Ermita de la Magdalena i Sant Blai (BRL) s'ocupa del manteniment de l'ermita i dels festejos que s’hi relacionen, especialment la celebració de la festivitat de Sant Blai el 3 de febrer i el mercat medieval del 9 d'octubre. La imatge de la santa titular es venerava des de temps molt antic a la capella medieval del Castell; després de la Guerra de Successió i l'abandó de la fortalesa, va passar a estar a cura d'un ermità fins que es va construir aquesta ermita l'any 1814, poc després de la Guerra de la Independència.
A l'Església llatina, la festa de Sant Blai se celebra cada any el 3 de febrer, tot i que l'Església Oriental fa memòria del sant l'11 del mateix mes. Una de les tradicions més populars de Sant Blai es realitza amb dos ciris, que col·locats en forma de creu es passen pel cap i la gola dels fidels. També sol beneir-se les coquetes de Sant Blai tant tradicionals en la vila de Morvedre i l’oli, que es reparteix als qui participen a la festa.

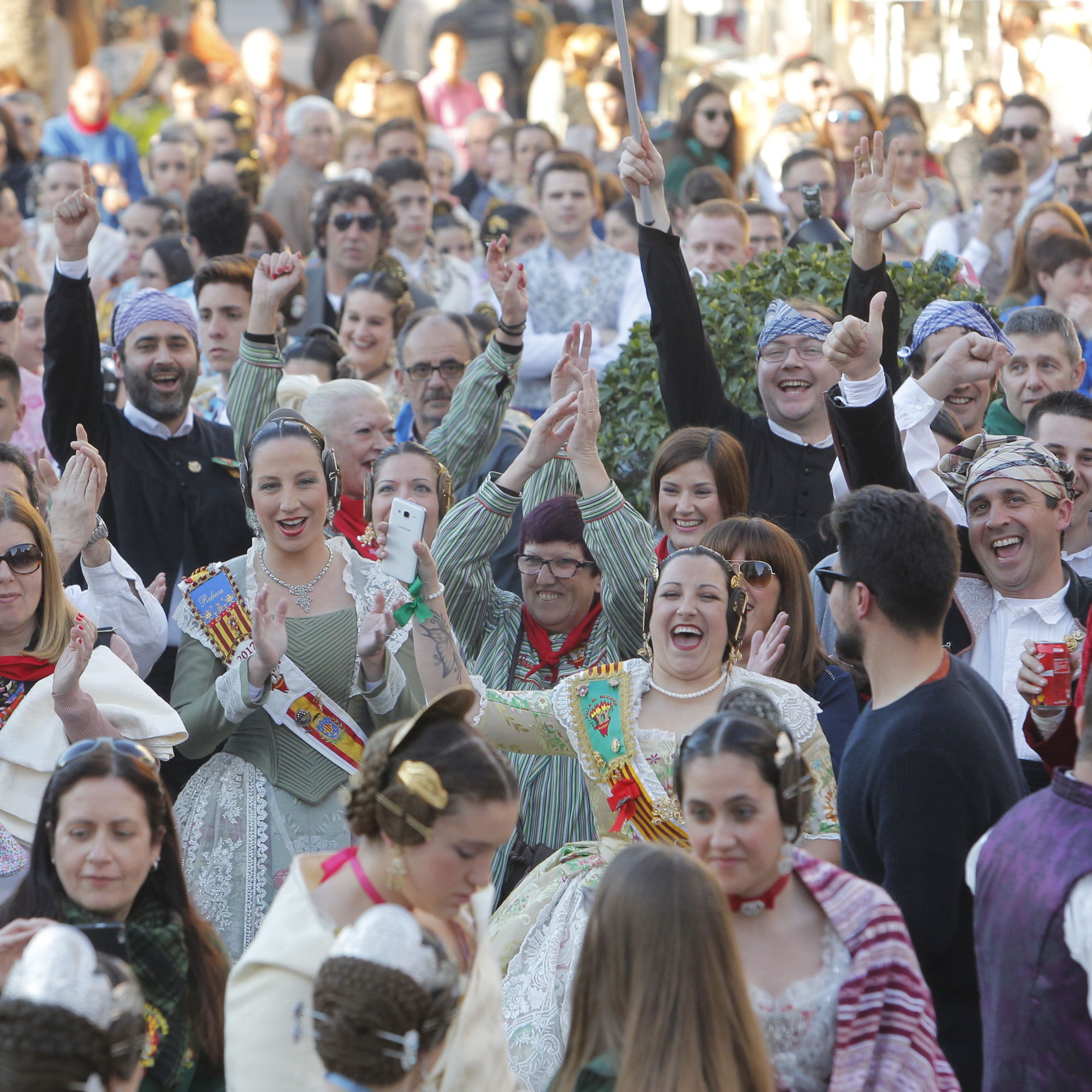
Moment Lliurament de Premis

### Falles de Sant Josep (Festa d'Interés Turístic Nacional)[27]
L’origen faller de la comarca sembla que ens porta exclusivament a Sagunt i el seu Port. És clar que allí es troba la història fallera més intensa i extensa. Però també és cert que als municipis del Camp de Morvedre han sorgit destacables experiències falleres que formen part del passat dels pobles. No sols això, sinó que el llibret més antic de tota la comarca va estar escrit a Estivella el 1924, uns anys abans fins i tot que es plantés el primer cadafal al Port de Sagunt el 1927.
Setmana Fallera. Una setmana en la qual els monuments fallers adornen tota la ciutat, amb grans dosis de creativitat i enginy, inundant els carrers de color, música i diversió. Dies de festa en els quals se celebren una gran varietat d'actes, com La Crida o pregó de festa, la Cavalcada d'Humor Faller, La Plantà de les Falles, l'Ofrena de flors a la Verge dels Desemparats o el Lliurament de Premis.
A Sagunt es planten cinquanta-huit Falles, entre majors i infantils. Sent un total de 28 comissions Falleres, 15 en Port de Sagunt i 13 a Sagunt. La Falla és una vertadera obra d'art realitzada en fusta i cartó, en la qual els diferents “ninots” que la componen, representen, amb atrevida ironia, les escenes més satíriques dels diferents temes d'actualitat. En la nit del dia de San José, el foc i les flames embolicaran les Falles en una gegantesca foguera, és la nit de la Cremà.
Solament una de les artístiques figures de les diferents falles es veurà lliure de les flames, és el ninot indultat. Art, pólvora i foc són els autèntics ingredients dels festejos fallers.
En la Nit de la Cremà el foc serà l'encarregat de reduir els monuments a cendres, posant el punt final a la festa més representativa dels valencians.
L'encarregada de dur a terme totes estes activitats és la Federació Junta Fallera de Sagunt creada el 2 de juny de 1971 per tal d'aglutinar tota la festa fallera

### Setmana Santa

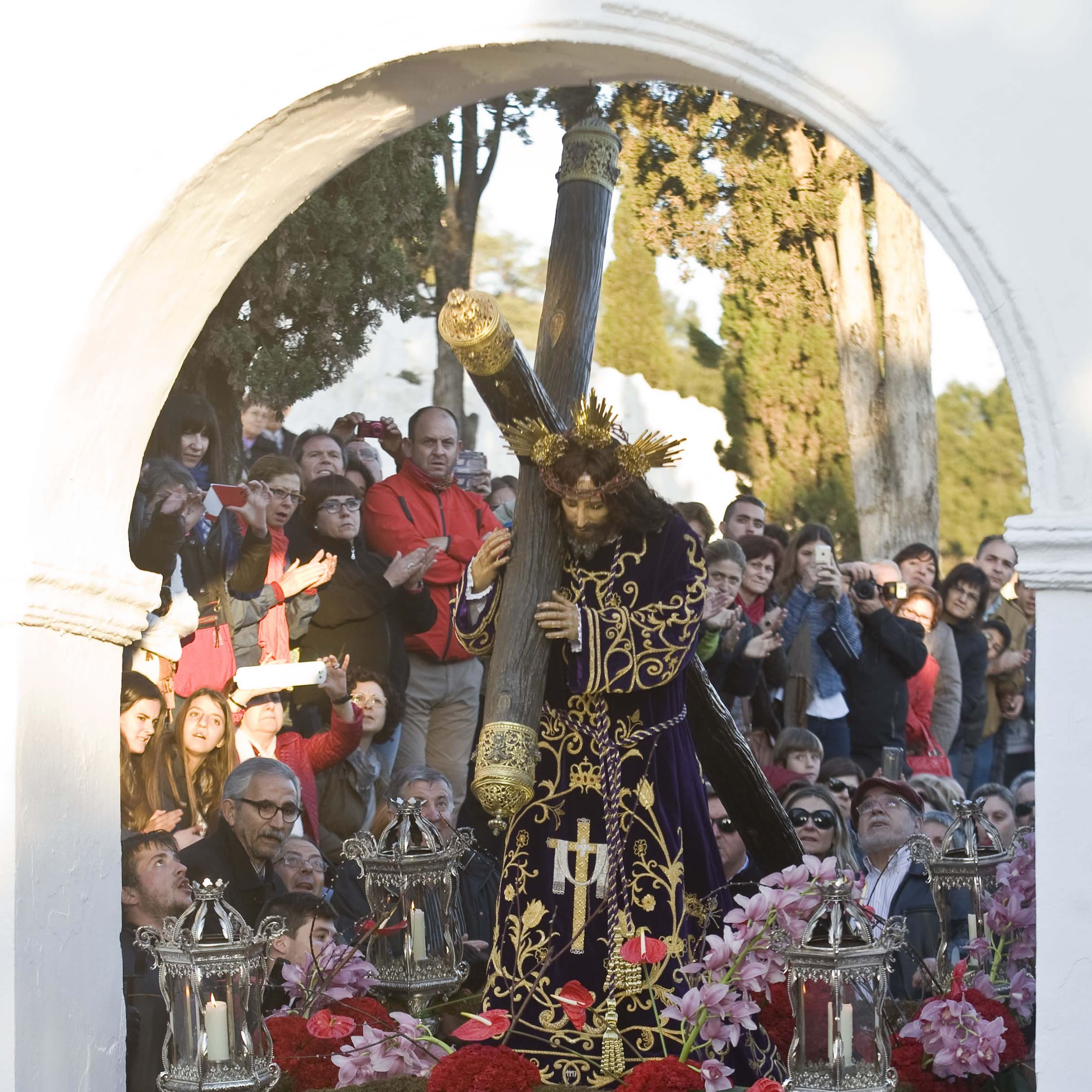
Viacrucis Divendres Sant de Matí, Sagunt

#### Setmana Santa a Sagunt.[33]
El 31 de març de 1992 se li va concedir en ple municipal vist l'acord-proposada de la Fundació Municipal de Cultura la medalla d'or a la il·lustre Confraria de la Puríssima Sang del nostre senyor Jesucrist.
La Setmana Santa a Sagunt, que va ser declarada en 2004, amb el següent escrit en el BOE-A-2004-15440: “De conformitat amb el que disposa l'article 9.o, apartat 2.o de l'Ordre Ministerial de 29 de setembre de 1987 (BOE de 27 d'octubre), aquesta Se-cretaria General de Turisme ha tingut a bé concedir el títol de "Festa d'Interés Turís-tic Nacional" a la següent festa: Setmana Santa de Sagunt (València). Cosa que es fa pública amb caràcter general. Madrid, 20 de juliol de 2004.
-El secretari general, Ramón Martínez Fraile.”
La Setmana Santa a Sagunt, declarada “Festa d'Interés Turístic Nacional”, s'ha consolidat com un fenomen social i religiós que es manté des de fa més de 500 anys. Els joves confrares que formen la Majoralia són els responsables de la preparació dels actes que es desenvolupen en la seua majoria a l'ermita de la Sang.
Comencen el Diumenge de Rams amb la benedicció de les Palmes i la processó del mateix nom. Es realitza una representació, per actors saguntins, de la Passió de Crist. Aquest acte comença a l'església de Santa Maria i continua pels carrers del nucli antic fins al Calvari, on s'escenifica la Crucifixió. En la nit del Dimecres Sant transcorre la impressionant Processó del Silenci. El Dijous Sant se celebren solem-nes oficis i es procedeix al trasllat de Jesús Sagramentat al monument instal·lat a l'ermita de la Sang.
El dia gran de la Setmana Santa Saguntina arriba el Divendres Sant, que comença amb el Viacrucis des de l'ermita amb la imatge de Jesús Natzaré fins al Sant Calvari. A la vesprada, es procedeix a la tradicional subhasta de saions i passos a la plaça de l'ermita, on els majorals sol·liciten la col·laboració econòmica dels saguntins. El “Sermó del Desenclavament” a l'església de Santa Maria i particularment la proces-só vespertina del Sant Enterrament són uns altres dels actes destacats. Els actes finalitzen amb la Missa de Resurrecció, que se celebra en Santa Maria i a continua-ció un castell de focs artificials.
Història. No sabem quins són els orígens de la Confraria de la Puríssima Sang del Nostre Senyor Jesucrist de Sagunt. Sabem que al segle XVI estava establida en l'a-bandonada sinagoga jueva, segons ho il·lustra el cronista Antonio Chabret, en la se-ua coneguda obra Sagunto: su historia y sus monumentos: “La sinagoga estava al barri de la Sang Vella, i va ser convertida en església de la Sang de Crist després de l'expulsió dels israelites. Avui, només queden del temple judaic quatre arcs ogivals en la part posterior de les cases núm. 7 a l'11 de l'indicat barri”.
Els penons morats que obrin la processó del Sant Enterrament ens recorden els gremis que antigament hi havia a la vila de Morvedre, i és molt possible que aques-tes organitzacions serien les autèntiques iniciadores de la commemoració de la Setmana Santa, sobretot de la processó del Divendres Sant.
En 1492 Ferran el Catòlic va concedir franquícies i beneficis econòmics als que re-poblaren la jueria. Aquesta repoblació no va ser copiosa i va tardar més del que s'esperava. El barri, abans habitat per jueus, va ser ocupat pel gremi o confraria de “peraires” o teixidors de lli, és a dir, menestrals dedicats a la fabricació de draps i teles.
No és estrany, doncs, que aquests artesans foren els fundadors de la Confraria de la Sang. El que sí que sabem cert és que des dels inicis la Confraria tenia, i té, un càrrec anual fix, aquest és el de “majoral”.
La Setmana Santa de Sagunt, o millor, el Divendres Sant que es rememora des de fa més de cinc-cents anys, constitueix l'eix principal de la commemoració. Dia que es viu amb intensitat, no solament pel clavari i els seus majorals o els prop de 1.500 confrares, amb el rostre cobert amb negra vesta, sinó per tot el poble saguntí. El Di-vendres Sant comença la vespra, el dijous, amb els “oficis” a l'ermita de la Sang, la visita als “monuments”, continuant a la nit amb la vetla del Santíssim, que s'uneix al Divendres Sant amb la pujada al Calvari. És el Viacrucis. A Sagunt, des de sempre, només hi ha hagut una Confraria, mentre que en altres ciutats i pobles proliferen les germandats i confraries. A Sagunt la rememoració es redueix al Sant Enterrament. El Divendres Sant és el dia d'obligada concurrència. Gent de la comarca i d'altres punts de la geografia provincial s'acosten, amb total fervor, a la nostra ciutat amb l'ànim de presenciar i viure, de ben a prop, el Divendres Sant, la piadosa processó del Sant Enterrament. Des dels inicis de la commemoració, a mitjan segle xv, fins avui, a penes s'ha alterat el cerimonial i els costums.
El poble paga la “festa”, perquè és seua, es fa loteria, rifes, s'arreplega porta a porta per a mantindre una hisenda sanejada. Tot està fixat, reglamentat, els dies i les ho-res, l'ordre de les desfilades, les expressions, els cants, els vestits, “les vestes” i fins als menjars.
La processó del Sant Enterrament, el Divendres Sant, s'inicia a les sis del matí amb l'eixida del Viacrucis, que transcorrerà des de l'ermita de la Sang fins a la muntanya del Calvari, on va ser crucificat i mort Jesucrist.
Ixen de l'ermita els primers confrares, amb la imatge de Jesús de Natzaret. Molt abans que clareja el dia, seran gran nombre de saguntins, xiquets fins i tot, els que seguiran el tortuós camí de la muntanya del Calvari, al peu del castell.
En acabar el Viacrucis, com ja és tradicional, es desdejunarà amb bunyols o xurros i xocolata. Mentrestant, a l'església de Santa Maria, un orador ens ofereix el sermó matinal. A partir de les dotze del migdia, a l'ermita, tenen lloc els oficis i l'adoració de la Santa Creu. Des de temps immemorials, al peu de l'escalinata de l'ermita, se celebra a les quatre de la vesprada la tradicional subhasta dels passos, el tambor i l'uniforme del “capità dels saions” (vestits de romans). Es tracta d'un ritual quasi mític, entranyable; “tres-centes pessetes donen per portar el tambor dels saions, a la una...”. En la nostra llengua, la dels valencians, els majorals acompanyant el cla-vari de l'any, amb veu forta, rotunda, van subhastant cadascun dels passos que pre-nen part en la “processó de les vestes”.
L'escenari de la subhasta és la mateixa escalinata de l'ermita, construïda en 1601, i aqueix xicotet espai urbà que, més que un carrer, més prompte sembla una xicoteta plaça, la de Sang Nova. En acabar la subhasta dels passos i “saions” que han de for-mar part en la processó del Divendres Sant, a la parròquia de Santa Maria té lloc el “Sermó del Desclavament”.
Aquesta vegada l'escenari serà la plaça de la Trinitat, en aqueix espai urbà que an-tany, fins a 1933, on va estar situat el convent trinitari construït en 1275. Allí, el se-cretari de la Confraria, pujat sobre una pedra, que abans va estar en el convent, pas-sarà llista de tots els confrares que han de participar en el Sant Enterrament. Seran més de 1.500 els confrares que, amb la vesta amb llarga cua i el rostre cobert, des-prés de passar llista, en formació, es dirigiran per Camí Ral a la plaça Major i, des d'ací, a l'ermita de la Sang, des d'on, a les vuit de la vesprada, s'iniciarà el Sant En-terrament saguntí i universal.
La processó del Sant Enterrament, després de més de quatre hores de marxa, inicia la seua tornada a l'ermita de la Sang acompanyada per l'harmoniós redoblament dels tambors de les bandes de cornetes i tambors, sobreeixint, com si s'haguera apoderat del silenci, el “tambor dels saions”, i al final, després de Vera Creu, la ban-da de música de la Societat Musical Lira Saguntina.
L'ermita de la Puríssima Sang de Sagunt es troba en una placeta que forma el carrer de la Sang Nova, pròxima al carrer del Castell. És coneguda popularment com ermi-ta de la Sang.
L'edifici és barroc, de principis del segle XVII; va haver de construir-se poc després de l'expulsió dels jueus, ja que en 1607 ja s'hi instal·lava la Confraria. No obstant això, no va ser consagrada com a lloc de culte fins a una data tan tardana com 1753, quan se li va donar el seu aspecte definitiu.
Una encertada intervenció en 2012 li ha retornat alguns dels seus elements origi-nals i el seu estat de conservació és excel·lent. L'edifici de l'ermita acull en la primera planta el Museu de la Sang, que conté i exhibeix el valuós patrimoni de la seua Confraria.
És la més rellevant del municipi i la de majors proporcions entre les que es troben al nucli urbà. S'alça sobre una escalinata, amb la façana mirant a la plaça. Sobre el creuer s'alça una esvelta cúpula recoberta per teules vidriades de color blau i coro-nada per una alta creu de forja.

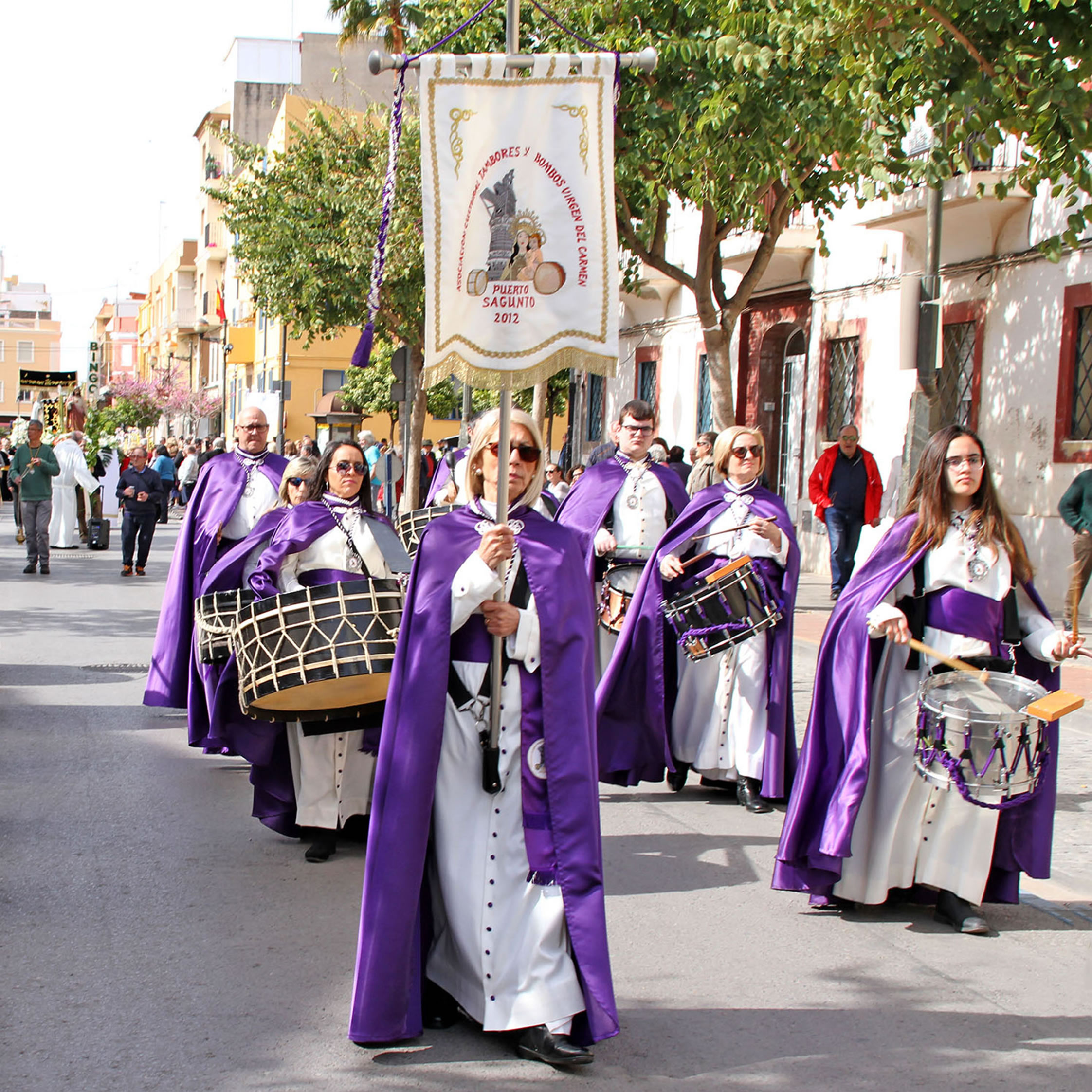
Detall processó Setmana Santa Port de Sagunt

#### Setmana Santa a Port de Sagunt.[35]
És veritat que en el Port de Sagunt no se cele-brava la Setmana Santa, almenys exteriorment, tan sols a l'interior dels temples parroquials com mana la tradició, malgrat els intents per consolidar la Setmana de Passió que es va celebrar durant alguns anys, sobretot en la dècada dels cinquanta.
De tots és sabut que el nou poblat es va formar, inicialment, amb gents vingudes de tots els punts de la geografia espanyola en instal·lar-se en el nostre sòl, primer la Companyia Minera de Sierra Menera, i després els Alts Forns del Mediterrani. A Sa-gunt van vindre famílies senceres per a residir i iniciar un nou futur. Aquestes gents van portar amb si els seus costums, les seues tradicions, integrant-se, al mateix temps, en la vida quotidiana i els seus costums en la nova terra que els acollia.
Entre els costums que van aportar els immigrants destaca la Setmana Santa. Pel comentari que de la Setmana Santa en el Port de Sagunt, que signa Fernando Cos-Gayón Domínguez (Revista Setmana Santa Saguntina. 1991), sabem com celebra-ven els porto-saguntins, antany, la seua Setmana Santa.
Després del “ciri” dels Monuments que finalitzava al migdia del Divendres Sant, se celebrava un solemne Viacrucis en l'albereda, enfront de l'església de Ntra. Sra. de Begoña, patrona del Port de Sagunt i únic temple (inaugurat en 1929) que existia per aquells dies. En 1955 la capella de Ntra. Sra. del Carmen va ser elevada a la categoria de parròquia. Més tard es consagrarien dues noves parròquies: Sant Pere i San José.
Fins a 1969 se celebrava la processó del Sant Enterrament. Cos-Gayón recorda amb afecte la processó que en la seua infància se celebrava el Diumenge de Rams en la hui albereda del Consell “amb moltíssims assistents, portant branques d'olivera, en la seua majoria, i molt pocs amb les tradicionals palmes, a causa del seu elevat cost”.
La processó més important se celebra el Divendres Sant. És el Sant Enterrament, raó principal d'aquestes celebracions. En el Port de Sagunt i fins a 1956 la processó eixia amb un sol pas, el “Crist Crucificat”.
En 1956 es crea la primera germanor afavorida pels feligresos de les parròquies de Sant Pere i San José. Serà la germanor “Jesús Natzarè”.
La imatge de Jesús amb la Creu a coll i cobert amb una túnica habitada és obra de l'escultor Sanjuan. La primera germanor celebrava les seues activitats religioses en la parròquia de San José, on es troba el pas del “Natzarè”.
Al “Natzarè” li seguirà la germanor del “Sant Sepulcre” creada per feligresos de la parròquia de Ntra. Sra. de Begoña. El “Crist Crucificat” serà portat pels alumnes de l'Escola d'Aprenentes. Els confrares del “Sant Sepulcre” assistiran amb les seues túniques però descoberts els seus rostres.
En 1959 són ja quatre els passos que prenen part en la processó del Divendres Sant. El recordat pare Jaime, responsable de la parròquia del Carmen, va aconseguir que un grup de feligresos constituïren la germanor de Ntra. Sra. dels Dolores, “La Dolo-rosa”. En 1964 la Companyia Minera de Sierra Menera va costejar el pal·li d'aquest pas. Hui aquesta imatge forma part del patrimoni de la parròquia del Carmen.
La processó del Divendres Sant es va celebrar fins a 1969. Any en què se suspenen aquestes commemoracions després d'agitades discussions entre els rectors i con-frares en les diferents parròquies. La Setmana Santa contínua celebrant-se, d'algu-na manera, en el Port de Sagunt. Almenys els actes litúrgics a l'interior de les esglé-sies, fins i tot alguna rememora la processó del Diumenge de Rams i el “Viacrucis” pels carrers dels seus voltants.
El Dissabte Sant o de Gloria, a les deu del matí, el goig era general. La sirena de la “Fàbrica” feia sonar el seu conegut “xiulit” que avisava de l'entrada i eixida dels tre-balladors de la llavors A.H.V. A aquest senyal acústic els joves i xiquets feien sonar tambors, xiulets i tota sort d'artefactes que produïen sorolls eixordadors en senyal d'alegria, perquè Jesús ha ressuscitat.
Concloem el nostre comentari de la mateixa forma que Fernando Cos-Gayón acaba el seu escrit: “Per això, en parlar de la Setmana Santa o de Passió, he preferit fer-ho amb records de la meua joventut, fins i tot de la meua infantesa, perquè –com molts altres cristians del Port– enyorem aquelles celebracions, fins i tot, per què no?, amb les saetas eixides de les veus estripades d'alguns dels nostres paisans. Eren mo-ments de vertadera emoció, semblants als descrits pel poeta Gabriel y Galán, en el seu cèlebre poema “La Pedrada”, quan un xiquet llança una pedra contra el botxí, que en un dels passos representava els assots a “Jesús en la columna”, i en pregun-tar-li, “per què has fet això?”, contesta amb la innocència que només un xiquet és capaç de tindre: “Perquè sí, perquè li peguen sense fer cap motiu”.
La Setmana Santa de Port de Sagunt va començar a celebrar-se, de nou, entorn de l'any 2008/2009, sent la Confraria de la Germandat de la Dolorosa Mare del Ressus-citat qui va començar a fer els primers passos. En l'actualitat està organitzada per l'Associació Cultural Confrare de la Setmana Santa del Port de Sagunt, formada per tres Confraries: la Germanor del Natzarè, la Confraria de la Verge de la Dolorosa del Ressuscitat i la Confraria del Sant Sepulcre. Després de diversos anys sense cele-brar-se la Setmana Santa del Port en els darrers anys s'ha consolidat. Tres Confra-ries conformen actualment la Setmana Santa, en concret la Germanor del Natzarè, sent el seu Germà Major Antonio García, la Confraria de la Verge de la Dolorosa del Resucitat, sent la seua germana Major Emilia Gassó Gassó i la Confraria del Sant Sepulcre, la Germana Major del qual és Begoña Adan Yuste, que també ocupa actu-alment el càrrec en la Presidència de l'Associació Cultural Confrare de la Setmana Santa del Port de Sagunt, una associació creada precisament perquè entre les tres Confraries, -o les que en un futur vulguen incloure's-, puguen unir forces, idees, companyerisme, tradició i junts, desenvolupar una Setmana Santa digna, tal com reclamava una part important d'aquest nucli de població. La Setmana Santa de Port de Sagunt com se'l coneix en els nostres dies va començar a celebrar-se entorn de l'any 2008/2009, sent la Confraria de la Germanor de la Dolorosa Mare del Res-suscitat qui va començar a fer els primers passos, per a convertir-se en aquest pre-sent any 2018, en una Setmana Santa, consolidada i amb força. Aquest primer any, -2008- tan sols es va celebrar un acte en els voltants de l'Ala-meda, al costat de la Parròquia de Begoña, realitzant un VIA CRUCIS, en col·laboració amb la Parròquia del Carmen, encara que perquè no quedarà sola la Verge de la Dolorosa, des de la Parròquia de Begoña, van traure al Crucificat, una imatge per cert que era treta en els anys 50 i 60 pels alumnes de l'Escola de Aprendices.
A l'any següent van parlar amb la resta de parròquies del Port de Sagunt perquè s'involucraren en el desenvolupament d'aquesta tradició, i a partir d'ací la Parròquia San José, El Carmen i Begoña, van sumar forces i van decidir començar novament a celebrar-la, sent una cosa molt fàcil de materialitzar, ja que dues de les Confraries estaven registrades, per tant van poder eixir.

### Sant Jordi

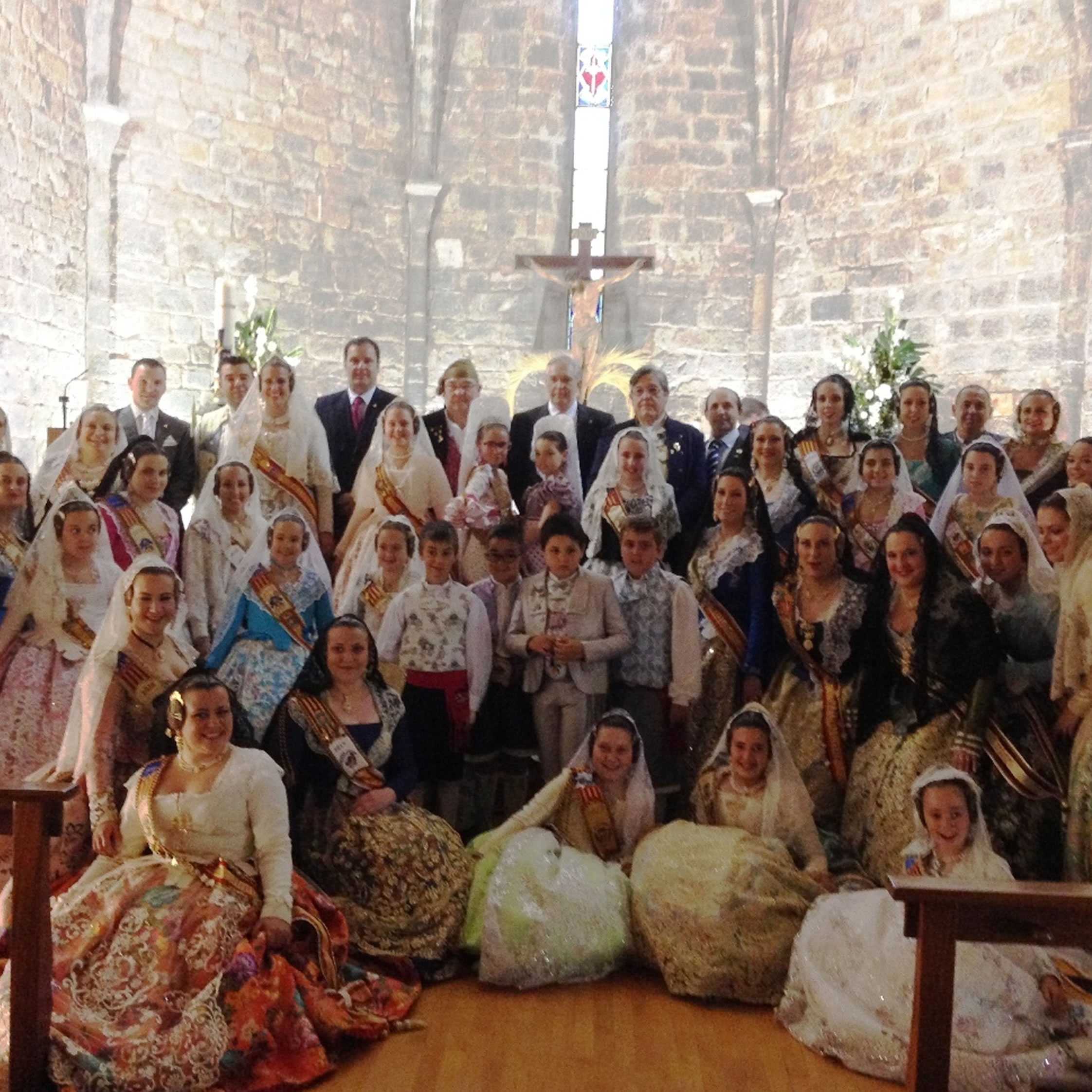
Sant Jordi Sagunt

Sant Jordi és el patró de la comunitat d'Aragó i per això se cel-lebra al municipi per les cases regionals. Per una banda el CENTRE CULTURAL I RECREATIU ARAGONÉS DEL PORT DE SAGUNT, que va ser fundat en 1941, i amb seu al Port de Sagunt, i per altra banda la CASA D’ARAGÓ DE SAGUNT fundada en 1995 a Sagunt.
El Centre Aragonés va ser fundat en 1941. Ja l'any 1902 es van establir els primers aragonesos en el que llavors era un modest poblat conegut com moll de Canet (poble proper del qual més tard nasquera com el Port Sagunt). Els aragonesos baixaven acompanyant el mineral de ferro d'Ojos Negros i Setiles. Els anys 1914 i 1915 va nàixer la fàbrica siderúrgica d'AH del Mediterrani, i és quan els de Terol van trobar en aquestes terres una mica més del treball, com és el respecte i l'afecte dels seus nous conciutadans, als quals bastava conèixer la seua identitat aragonesa per a obrir-los de bat a bat les portes. Aquests aragonesos enyoren el folklore d'Aragó i no hi ha noces, bateig, comunió, festa, etc., sense que les guitarres, guitarricos, bandúrries i llaüts no sonen. Celebració de la festivitat de la Mare de Déu del Pilar amb nombrosos actes, concursos de guanya-perd, cinquet, dòmino, parxís.
La Casa d'Aragó a Sagunt es constitueix en la representació viva del folklore i la tradició aragonesa al nucli de la ciutat de Sagunt. El seu naixement es remunta, amb la denominació de la Colònia Aragonesa de Sagunt, a principis dels anys 30, de manera que aquest detall és en el que es continua investigant atès que existeixen molt pocs documents de l'època.

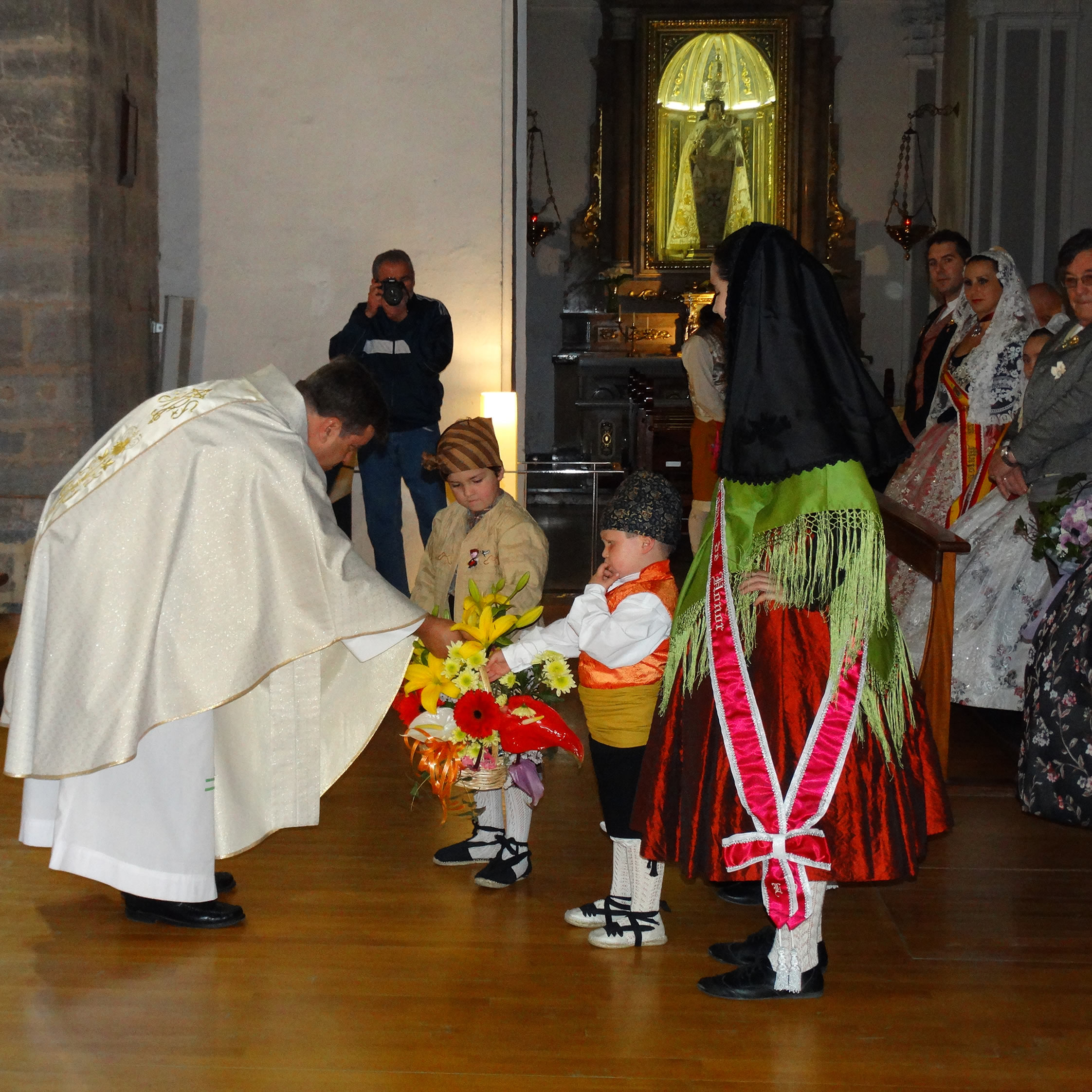
Sant Jordi església del Salvador

En els inicis es va constituir perquè els habitants aragonesos que havien emigrat a la ciutat de Sagunt, i tots els simpatitzants que s'hi unien, pogueren celebrar la festivitat de la Mare de Déu del Pilar.
Amb el pas del temps i sent gran l'enyorança que sentien cap a la seua patrona, la Pilarica, van sol·licitar permís a l’Arquebisbat de València i van alçar un altar en honor seu, rèplica en molts dels seus detalls del que té la Mare de Déu del Pilar a la Basílica de Saragossa, a la bella església arxiprestal de Santa Maria de Sagunt; en aquest altar està tancat un lligall amb la història de la Fundació de la Colònia Ara-gonesa, i aquesta és l'única còpia fins avui coneguda a la qual ara com ara és quasi impossible accedir.
En l'actualitat, la Casa d'Aragó es troba en una nova fase de la seua vida, ja que amb el suport unànime dels socis es va realitzar la compra d'un local on poder desenvolupar totes les activitats que es realitzaven fins avui i les que no es podien dur a terme per falta d'espai, i així poder donar un millor acolliment i serveis als socis, convidats i simpatitzants, ja que, fins a aqueix moment depenien de sol·licitar locals aliens per a celebrar els actes.

### Creus de Maig
La festa de la Creu de Maig té els seus antecedents en la celebració precristiana coneguda com a Festivitat dels Majos, en la qual es commemorava el temps mitjà de la primavera retent cultes a la naturalesa. Especialment, es festejava adornant un arbre o erigint un tronc o tòtem al qual se li posaven adorns o flors, mentre es feien danses rituals i es cantaven o feien recitacions. Amb l'arribada del cristianisme, aquesta festa va ser adaptada a la nova fe, de manera que es reemplaçà el tòtem per la creu cristiana.

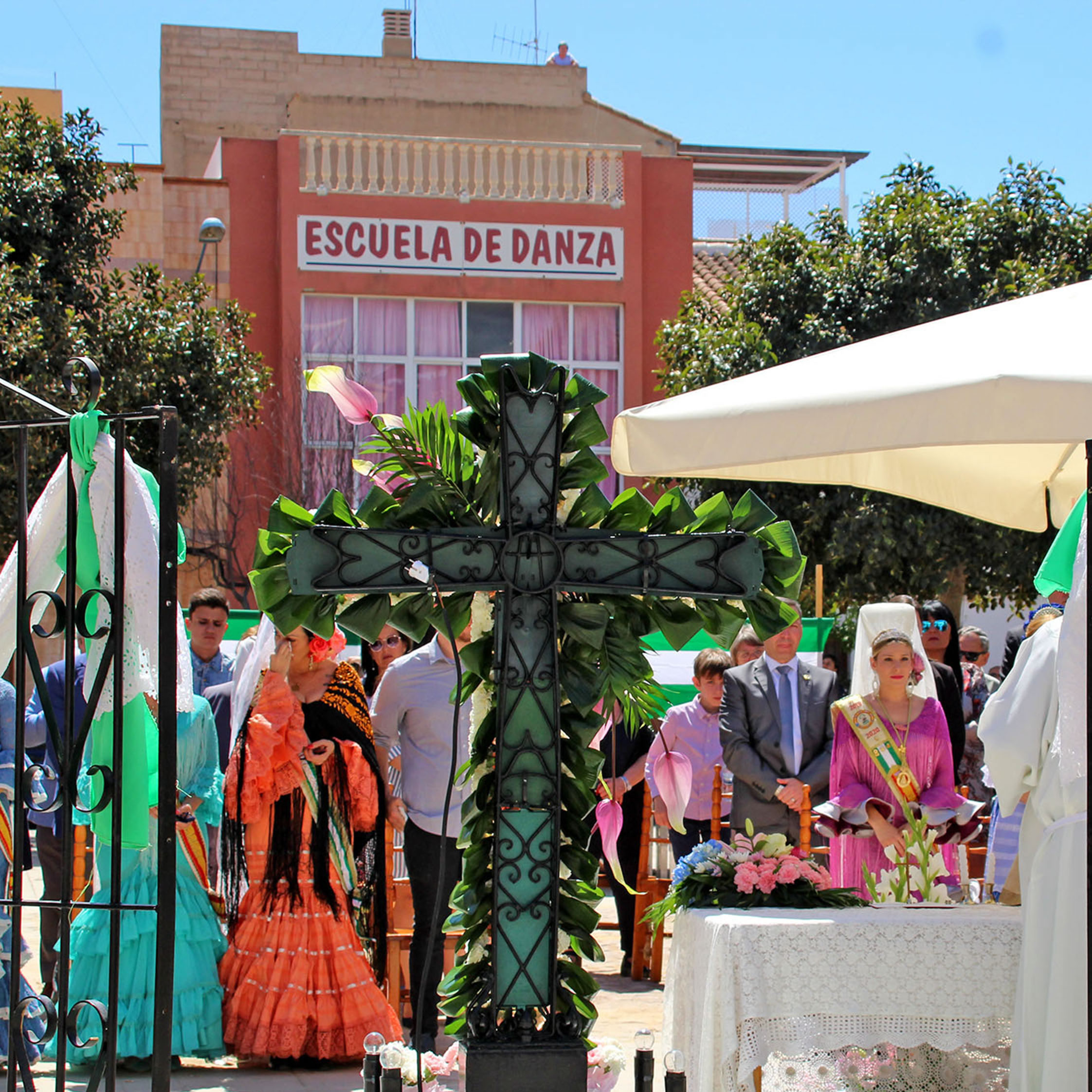
Creus Maig Casa Andalusia. Kivi Osma.

En l’actualitat són les falles qui mantenen està tradició junt a diferents parròquies del municipi. Això si per a la Casa d’Andalusia de Port de Sagunt es dia de festa gran. Rondava l'any 1985 quan un grup d'amics andalusos arribats a Port de Sagunt per a treballar, van decidir constituir una associació amb la finalitat de donar a conèixer la cultura andalusa i mantindre així el vincle amb la seua terra des de la seua nova llar, les terres valencianes. Lluny estaven aquests 14 amics d'imaginar que, 30 anys després, l'entitat seria un dels col·lectius de referència del Camp de Morvedre.
L'art, el ball, el cante i l'hospitalitat característica del sud han sigut els ingredients principals d'aquest col·lectiu ha celebrat els seus més de 30 anys. Pertanyent a la Federació d'entitats culturals andaluses de la Comunitat Valenciana (FECA CV), integrada per 45 cases d'Andalusia del País Valencià, aquest col·lectiu és present en tots els actes programats per aquesta federació i la resta de cases d'Andalusia del País Valencià.

### Mare de Déu dels Desamparats

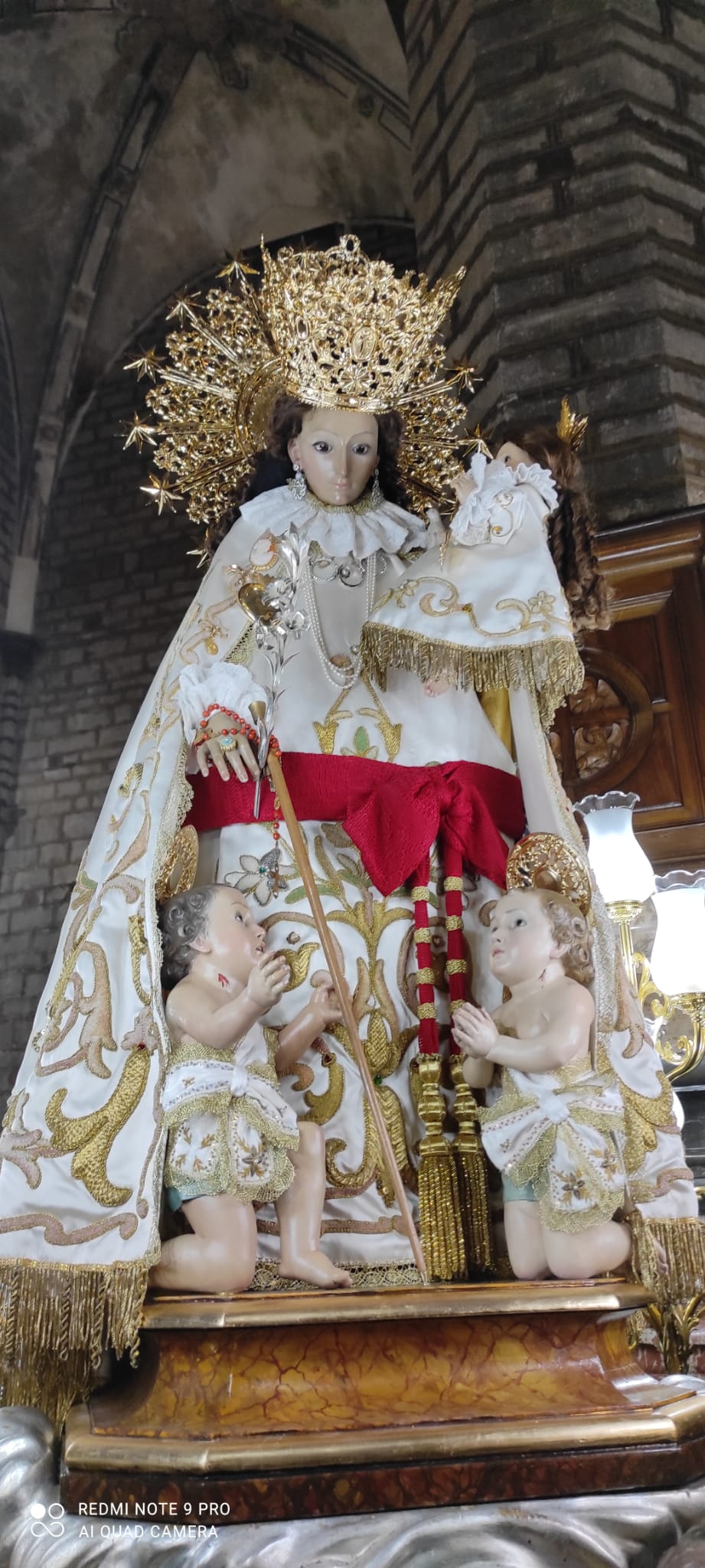
Verge Desamparats Sagunt

La Confraria de la Mare de Déu dels Desemparats i Sant Roc de Morvedre es fundà amb butlla de 13 de febrer de 1759 signada pel Papa Clement XIII, en què concedia gran nombre de gràcies i indulgències als confrares i devots, sobretot en els dies de la Mare de Déu dels Desemparats, Tots Sants, Reis Mags i Purificació de la Nostra Senyora. Antigament la festa a la titular de la Confraria se celebrava en la domínica, després de l'octava de l'Assumpció. En aquests temps la festa es commemora el segon diumenge de maig, i es trasllada la imatge a la parroquial església de Santa Maria; a la vesprada, se celebra la processó per l'itinerari acostumat. La imatge que es venera a l'ermita fou construïda als anys quaranta, l'antiga fou destruïda l'any 1936.

### Corpus Christi[25]
Segons recorden des de l'organització de l'esdeveniment, des de la primera meitat del segle XVI la Confraria de Minerva de la parròquia de Santa María, s'encarregava de realitzar l'octava del Corpus i tenia com a privilegi portar el pal·li en la festa del Corpus i en la de la comunió dels impedits. També recalquen que antany al costat de la processó i els balls de danses populars, eixien al costat dels maceros les insígnies de la ciutat, però a la fi del segle xx, l'ajuntament va deixar de costejar la festa. Des de llavors és la confraria de Minerva qui organitza els actes i presideix la processó general juntament amb els membres de la corporació que acompanyen al Santíssim pels carrers del barri antic. Com és tradicional i com era costum la confraria conti-nua realitzant l'octava del corpus el dijous següent, en una solemníssima missa re-vestida amb processó claustral. En aquesta solemnitat, participen activament el grup de campaners de Sagunt, Campaners de Morvedre, que realitzen els tocs du-rant la vesprada de l'octava i durant el cap de setmana del Corpus, anunciant la importància de la festivitat.
Fundació de la Confraria a Sagunt. Aquest culte al Santíssim, que ja es donava a la ciutat, es va acréixer, a principis del segle xvi, per la fundació de la denominada “Confraria de Donna Teresa”, confraria eucarística impulsada per Donya Teresa Enríquez per al culte al Santíssim Sagrament, especialment quan eixia de Viàtic.

Amb el pas del temps, en el mateix segle, també es va instituir a la ciutat l'així anomenada “Confraria de Minerva”, per ser filial de la Confraria del Santíssim Sagrament fundada pel papa Pau II en la basílica de Santa María sopra Minerva de Roma, regentada pels dominics.

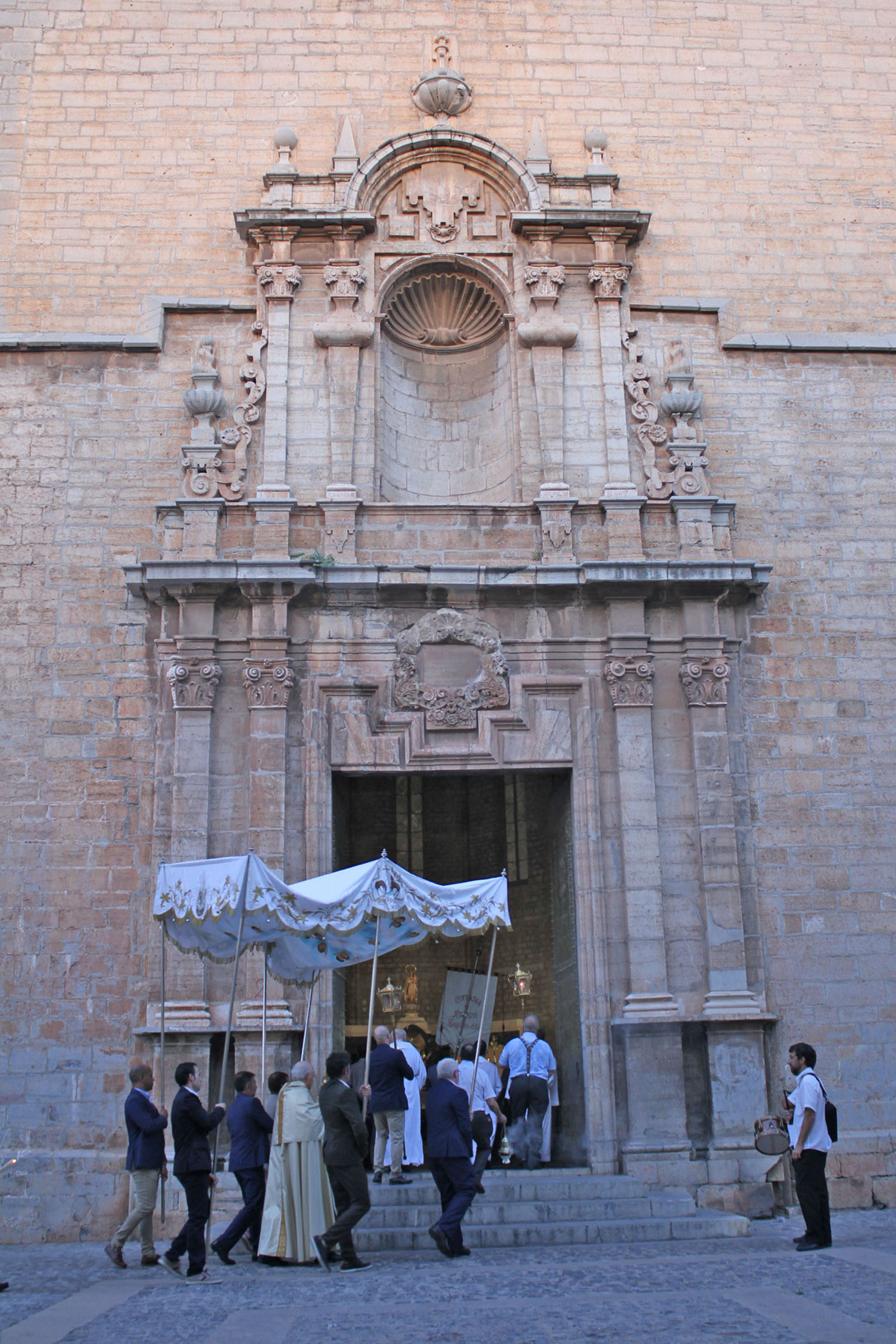
CORPUS entreant en Santa Maria, Kivi Osma.

Les dues confraries, no es van unir, sinó que els confrares de la Confraria de Donna Teresa podien pertànyer també a la de Minerva, amb el que tenim que la Confraria de Minerva a Sagunt no és la continuadora de la de Donna Teresa, sinó que és diferent, ja que els confrares de la primera, si volien pertànyer a la de Minerva havien d'inscriure's també en aquesta segona, per la qual cosa amb el pas del temps la Confraria de Donna Teresa va desaparèixer de la ciutat.
La Confraria del Santíssim Sagrament instituïda a Roma va ser fundada pel Papa Paulo III el 30 de novembre de 1539, com consta en la butlla “Dominus Nostrer Jesus Christus”. La fundació de la Confraria de Sagunt, com diu Chabret va ser aprovada per butlla del mateix Papa el 15 d'abril de 1540, és a dir, cinc mesos després de la de Roma, la qual cosa pot indicar la devoció eucarística que ja en aqueix moment existia a la ciutat.

### Sant Cristófol
L'ermita de Sant Cristòfol està situada al cim del xicotet turó del mateix nom, a 81 metres sobre el nivell del mar, situat a l'extraradi de Sagunt, entre l'autopista A7 València-Barcelona i la nova zona urbana de Sagunt Nord al marge esquerre del riu Palància, pròxim al Camí Vell de Terol. Té fàcil accés, a peu o amb vehicle. Només dista 1,7 km de l'Ajuntament de Sagunt.
És propietat del municipi de Sagunt. Té una superfície de 165 metres quadrats, és, després de l'ermita de la Sang, la més gran de les ermites de Sagunt.
Tot l'edifici està compost per: l'ermita destinada al culte, que és de planta rectangular amb arcs apuntats, una torre de defensa amb una campana de 16 quilos en la part superior, l'habitatge de l'ermità i un pati amb aljub. Tot aquest conjunt està protegit per diversos murs que el circumden i en ells es veuen espitlleres. Els murs són de pedra i argamassa amb filades alternes: filada de pedra i filada d'argamassa, pintats amb calç. Compta amb els serveis d'aigua potable i llum elèctriques.

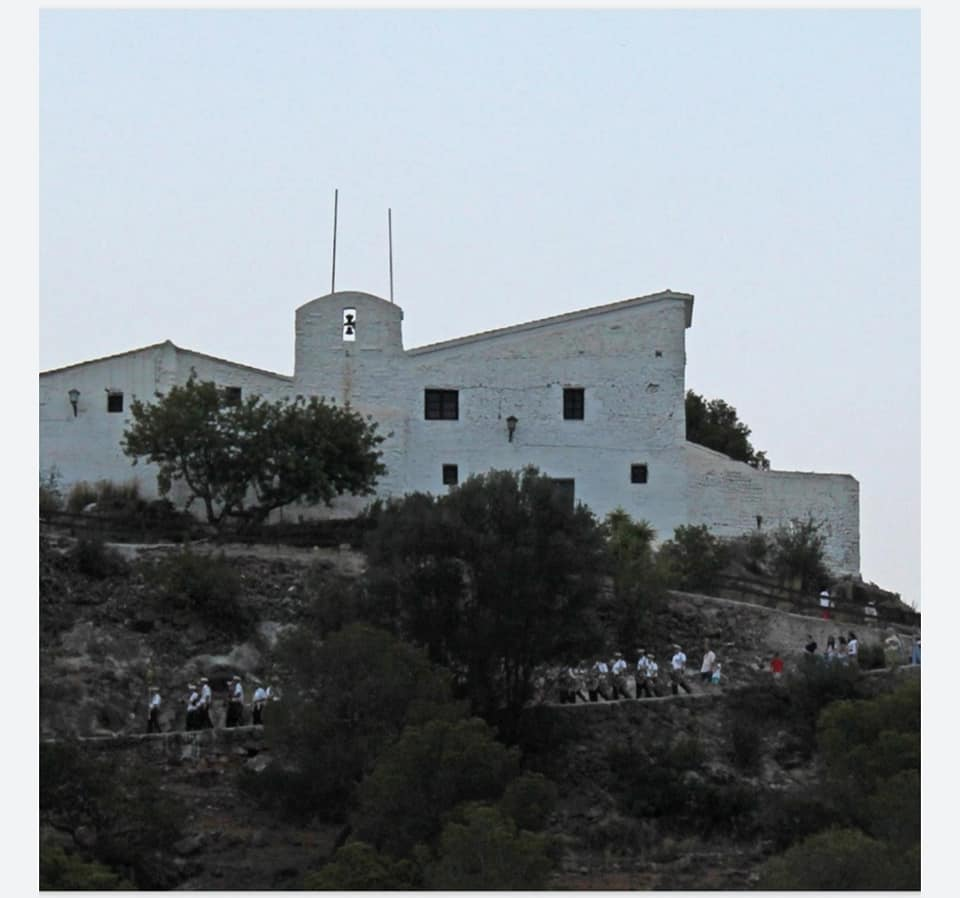
Ermita Sant Cristofol

L'ermita té la condició de ser Bé de Rellevància Local, segons la Llei 5/2007 del 9 de febrer de la Generalitat Valenciana.
És l'ermita més antiga de la comarca, la construcció data de finals del segle xiii. Com que està situada a la rodalia del Camí Vell de Terol, els pelegrins i viatgers la utilitzaven per a resar i demanar a Sant Cristòfol que els protegira durant el viatge. Malgrat pertànyer a un edifici religiós, la torre possiblement tenia funcions de vigilància.
Des de la seua torre s'atalaia l'horitzó a més de 30 quilòmetres, i així avisar la ciutat de possibles invasions per mar.
Ja al segle xvi, la representació més antiga que es coneix de l'ermita és el dibuix que Anton van dan Wyngaerde va fer de Morvedre, apareix en una cantonada de Sant Cristòfol amb una tàpia del seu voltant.
Al segle xvii, tots els anys se celebraven les misses següents: l'ermità feia festa al seu patró Sant Pau de Tebes, primer ermità, el 15 de gener. A Sant Cristòfol, el titular de l'ermita, el 10 de juliol. A Sant Roc el 16 d'agost. Sant Roc va aconseguir un renom universal a la Corona d'Aragó com a advocat eficaç en temps de malalties contagioses.

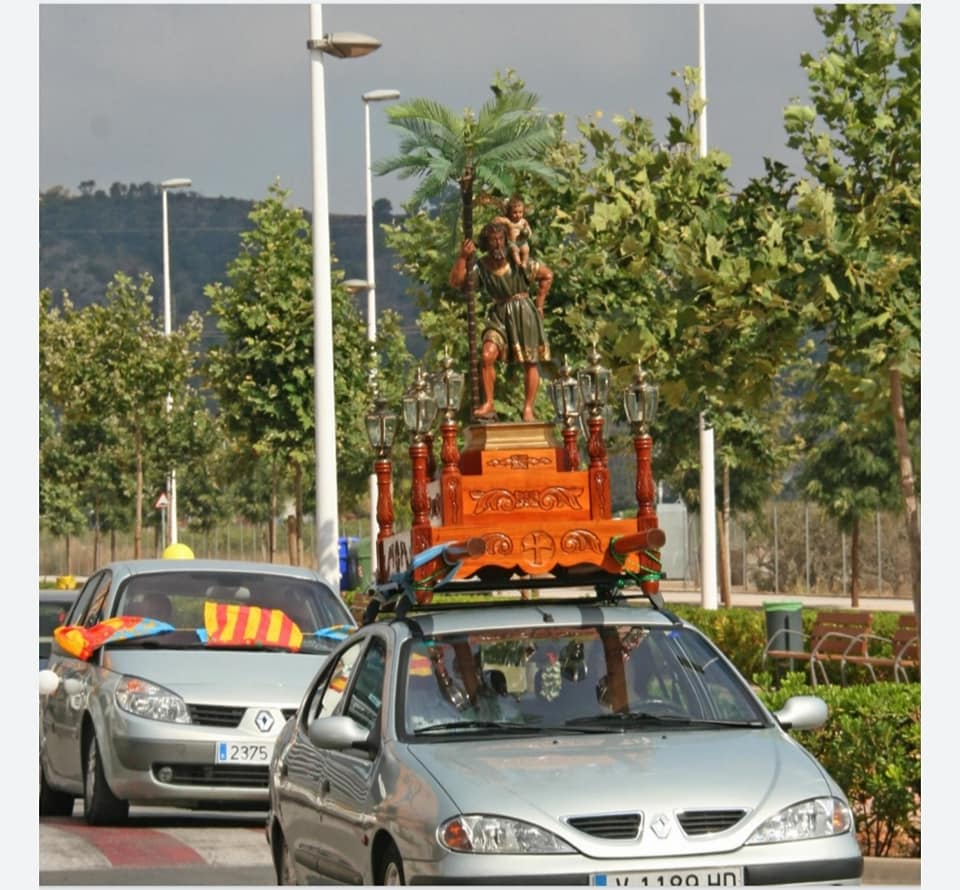
Processó Sant Cristofol

A l'octubre de 1647 va aparèixer la pesta bubònica a València, l'epidèmia de la qual feia estralls, matava amb rapidesa i es propagava el contagi amb molta facilitat. Va ser tan gran el nombre de malalts, que els jurats de Sagunt es van veure obligats al maig de 1648 a establir nous hospitals fora de la vila. Un d'ells va ser l'ermita de Sant Cristòfol, on els convalescents passaven la quarantena.
Dos segles més tard, durant l'epidèmia de còlera de 1885, es va tornar a utilitzar l'ermita per a la mateixa finalitat.
L'ermita, en la dècada de 1960, estava totalment en ruïnes. La Confraria de Xofers de Sant Cristòfol de Sagunt es va encarregar de tancar els sostres i recuperar tota l'ermita. La espadanya sud-est és de nova factura i la seua campana va ser donada per la Confraria l'any 1984 i enfront d'aquesta hi ha una altra fornícula que sembla haver tingut alguna campana antigament.
Tot el conjunt es troba en molt bon estat de conservació, malgrat estar per dins pràcticament refet totalment.
Actualment, el diumenge més pròxim al 10 de juliol, la Confraria celebra la festa del seu patró amb processó de cotxes i camions tocant el clàxon per la ciutat, amb romiatge a l'ermita i trasllat de la imatge del sant a l'església de Santa Maria de Sagunt.

### Festes Patronals
En l'Església catòlica i en les ortodoxes, en les quals es creu en la intercessió dels sants, el sant patró (o sant patró o simplement patró) és un sant que té una afinitat especial amb una comunitat o un grup específic de persones i a la intercessió de les quals s'acullen els membres d'aqueixos col·lectius. Els termes patró i patró (del llatí, patrōnus) són sinònims de defensor i protector. Els sants patrons són considerats per molts creients com intercesors i advocats davant Déu, siga d'una nació, un poble, un lloc, una artesania o activitat, una classe, una congregació, un clan o una família.
Oficialment els Sants de la Pedra i la Verge del Bon Succés ocupen este lloc, però per a molts deuríem d’ampliar en dos més eixe patronatge la Mare de Dèu del Carme i Begonya és mereixen estar en eixe llistat, encara que l'església catòlica no ho permeta.

#### Mare de Déu del Carme[40]

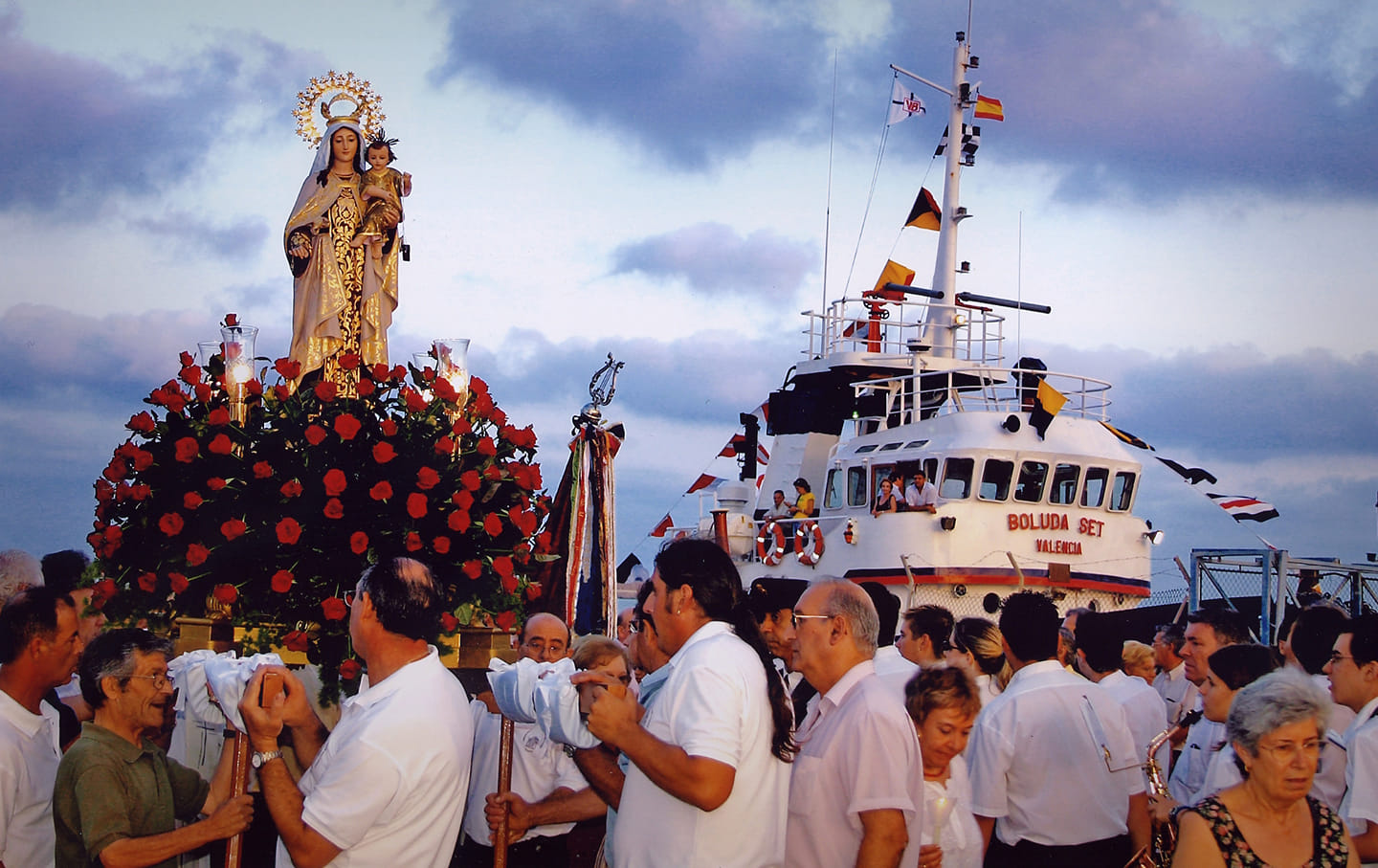
VERGE CARME PORT DE SAGUNT

És una de les diverses advocacions de la Mare de Déu. La seva denominació procedeix del Mont Carmel, a Israel, un nom que deriva de la paraula Karmel o Al-Karem i que es podria traduir com 'jardí'. Hi ha avui en actiu ordes religiosos carmelites repartits per tot el món –masculins i femenins–, els quals giren entorn d'aquesta figura mariana.
Patrona del mar i dels pescadors és per això que és molt important al nucli del Port de Sagunt que des dels anys 50, o inclús abans, la veneren. És espectacular la processó que comença en la mar.

#### Sants de la Pedra

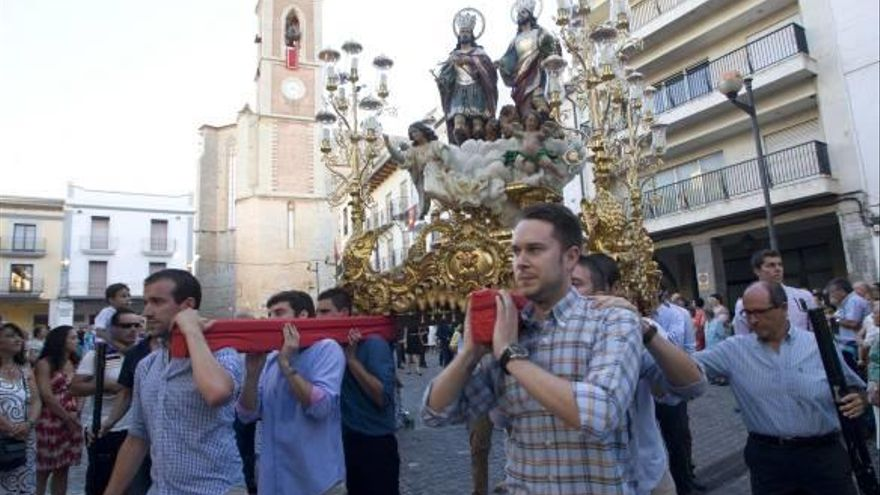
Processó Sants de la Pedra

Abdó i Senén, Sants de la Pedra. Els patrons masculins de Sagunt. La devoció als germans Abdó i Senén (la seua festivitat el 30 de juliol) és proverbial en el món pels seus admirables miracles. Salvant els camps de la temuda calamarsa destructora, es fan creditors de l'àlies de Sants de la Pedra, per ser, com a bons dioscurs, protectors de sembrats i collites. Van ser els indiscutibles patrons dels agricultors de tot l'orbe cristià, abans que arribara i s'introduïra segles més tard a Espanya, i foren desplaçats per la figura de Sant Isidre Llaurador, sant castellà la festivitat del qual es va imposar durant el segle xviii i sobretot en les primeres dècades del XX, fomentant al seu torn i donant nom a nombroses cooperatives i associacions del camp.
En 1644 van ser proclamats patrons de la ciutat, i les seues relíquies van ser portades des de Roma per fra Bernardo Pellicer, després del permís obtingut del papa Innocenci VII, de manera que se’n va festejar l’arribada. En 1695 els jurats de la vila van encarregar a l'arquitecte Rafael Martí una capella, d'estil barroc, al convent de Sant Francesc per a donar-los culte. Precisament d'aquestes dates ha de ser el reliquiari de major grandària i obstinació.

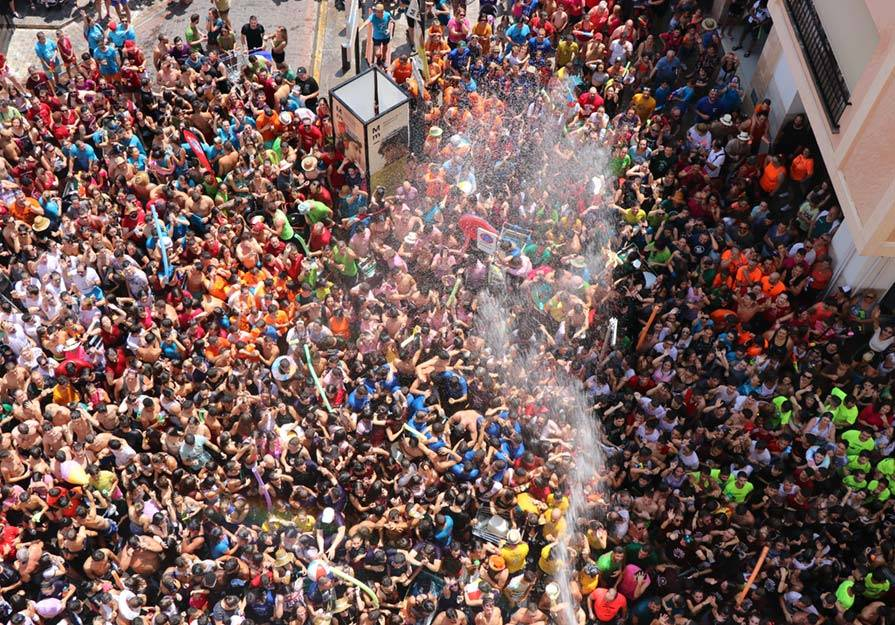
Moment del Xupinazo

I d’ahi els Goigs als mateixos que expliquen, que 
“Pues que sois nuestros Patrones y gozáis del sumo bien; Glorioso Abdón y Senén, oíd nuestras oraciones. Ricos en Persia nacisteis, siendo de tan nobles Reyes, de Dios las sagradas leyes, exactamente cumplisteis; pero no os desvanecisteis con tan plausibles blasones. Vuestras reliquias sagrades vinieron en esta tierra: toda plaga se destierra en donde son veneradas; las cosechas son cobrades por vuestras intercesiones. Los de Morvedre con celo imploran vuestra piedad; en cualquier necesidad socorredlos con desvelo por que consigan el cielo pues os tienen por Patrones”.

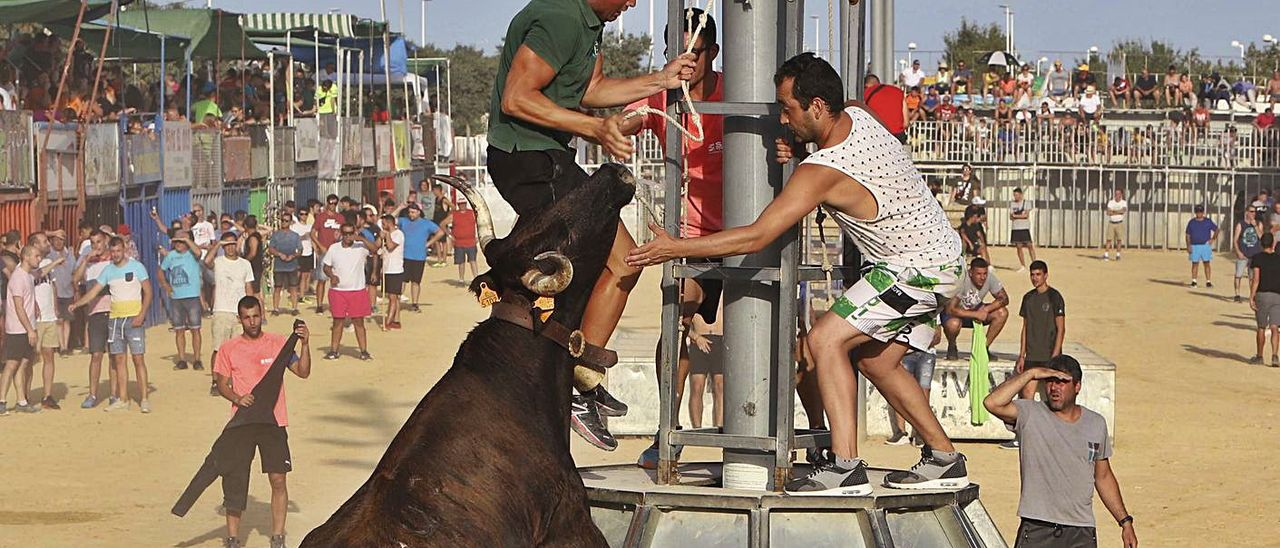
Detall Plaça de Bous

Els encarregats de dur a terme les festes son per una banda la Comissió de Festes Patronals de Sagunt, la qual realitza la part més lúdica - bous, orquestres i activitats per a tot el món -, i la part religiosa que l'organitza la Confraria dels Sant de la Pedra.

#### Mare de Déu de Begonya

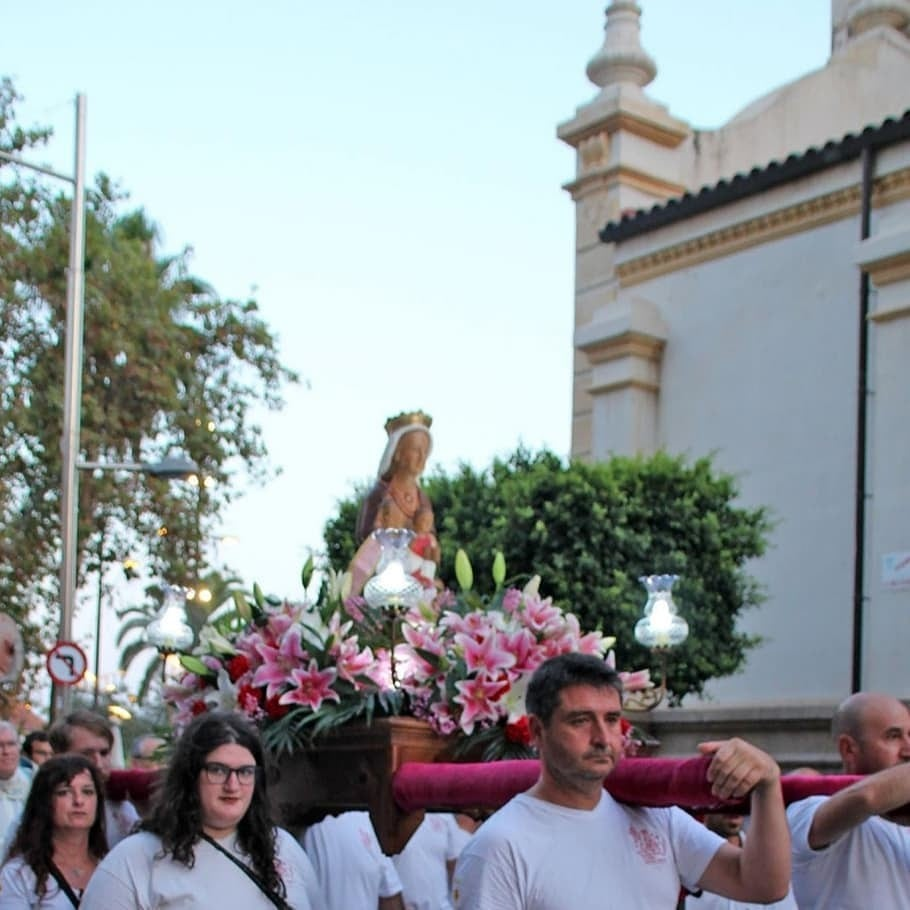
Mare de Déu de Begonya

És una advocació mariana originària de l'església de Begonya, actualment pertanyent a Bilbao, Espanya. Va ser declarada canònicament patrona de Bilbao i Biscaia en 1903 per Pius X, i al Port de Sagunt la celebrem el 15 d’agost amb una confraria de recent creació al sí de l’Església de Begonya.

##### Ànecs a l'aigua[45]
Ànecs a l'aigua era una festa de la localitat on se soltaven ànecs a la mar al Port de Sagunt i els festers tracten de capturar-los de nou. Data dels anys 20 del segle xx. Aquesta pràctica fou prohibida a les darreries del segle passat, però l'ajuntament saguntí decidí continuar amb la festa i el 2006 va ser sancionat amb una multa de 45.000 euros en fer cas omís de la prohibició.

#### Mare de Déu del Bon Succés
Proclamada pontifícia en 1953. La seua festivitat es correspon amb el primer dissabte de setembre. Encara que l'ermita del Bon Succés es va erigir a partir de 1780. Es venera en aquesta església la imatge de la Mare de Déu del Bon Succés, la qual creu la tradició que va vindre per mar. Segons aqueixa tradició, una barca havia eixit de Sagunt al rescat d'un embalum misteriós que surava en el mar.
Ningú aconseguia acostar-s’hi. Diverses barques ho havien intentat, però l'embalum s'allunyava insistentment d'elles per a continuar surant. Per fi un capellà, que anava en l'últim bot, va aconseguir arribar fins a l'embalum i atrapar-lo.

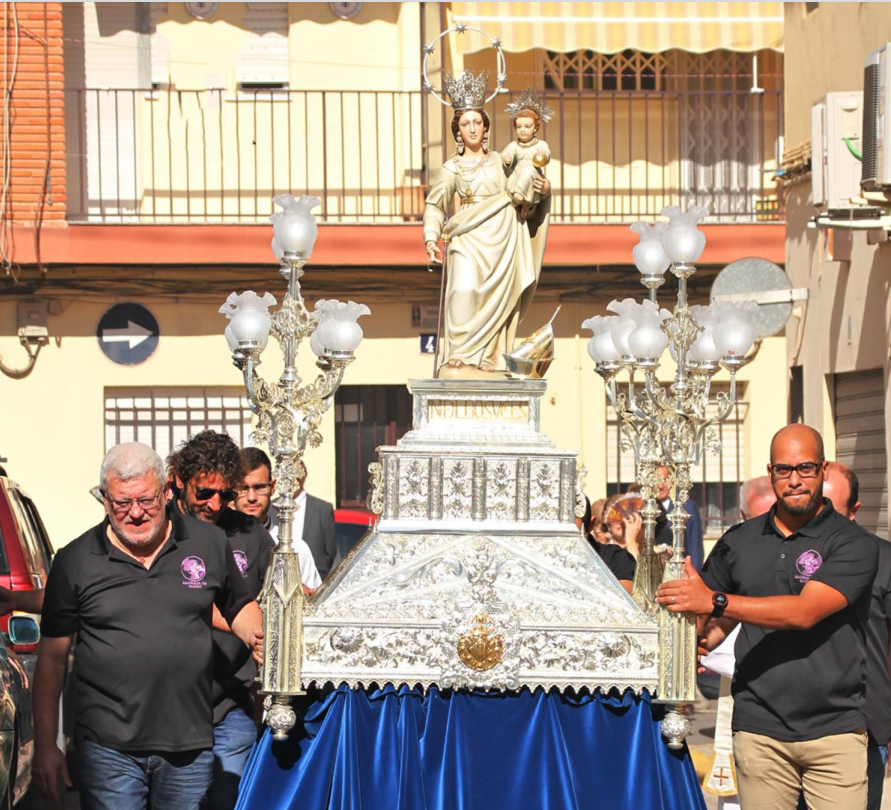
Mare de Déu del Bon Succes

Quan el van pujar al bot, el sacerdot i la tripulació van descobrir que es tractava d'una imatge de la Mare de Déu tallada en marbre que, miraculosament, no s'havia enfonsat. Van baixar en processó les comunitats i les juntes, les quals van dur la imatge al poble i, en el seu honor, van construir una ermita. L'any 1886 es va fer una restauració parcial d'aquesta ermita, que actualment està regentada per l'Associació Parroquial del Bon Succés.

### Sant Ramón nonat[48]
A la fi del mes d'agost té lloc a Sagunt, a València, la celebració de la festa en homenatge de Sant Ramón no nat, que és considerat com el patró de les embarassades i les parteres. Els festejos en el seu honor ressonen per tota la regió d'una manera popular, atès que se celebra l'homenatge a un sant que disposa de gran importància en el culte religiós de València.
La figura que s'homenatja és la de Sant Ramón, un home que va nàixer prop de l'any 1200 a Espanya i que va rebre el sobrenom de senar natus pel fet que el seu part va implicar la defunció de la seua mare. Se l'ha considerat com el patró de les embarassades i dels qui estan camí de donar a llum, així com dels qui acaben de nàixer. La seua vida va ser complexa i sempre senzilla, arribant a passar per grans dificultats, però amb reconeixement per part de les autoritats eclesiàstiques, que després dels seus sacrificis i el seu esforç van veure en ell un diamant en brut. Sant Ramón va rebre el títol de cardenal de la mà del mateix Papa Gregori IX i es va mantindre en la seua residència en un convent fins que se'n va dir perquè assistira a Roma en un dels moments crucials de la seua vida.

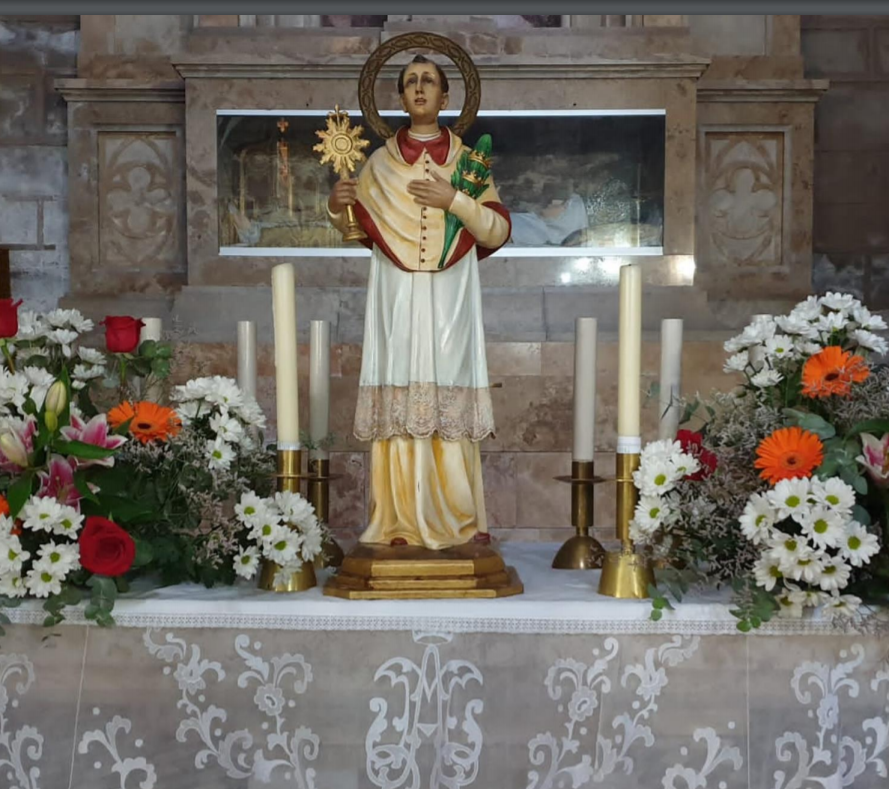
Sant Ramón Nonat

Els valencians celebren la vida de Sant Ramón no nat amb sopars que es realitzen a l'aire lliure i en les quals es posa de manifest aqueixa senzillesa i bons sentiments dels quals va fer gala el sant en vida. També se celebren revetles i festes taurines que porten organitzant-se des de molt de temps arrere. En tots aquests actes, encara que són de caràcter públic, presa parteix l'església d'una manera molt activa demostrant que encara que han passat els anys no s'oblida el bon paper que va fer Sant Ramón.
A Sagunt també s'organitza de nou l'Entrà la Murta.

### Mare de Déu dels Dolors
L'ermita dedicada per Sagunt a la Verge dels Dolores es troba, fent cantonada, en el número 24 del Carrer dels Dolors, en el punt en què s'eixampla formant una xicoteta placeta. Es troba molt pròxima a l'Ermita de la Sang, només separada de la seua capçalera per un parell d'habitatges. Història i Conservació. Aquest temple va ser construït en 1860 a costa d'una veïna devota de l'advocació de la Verge Dolorosa.

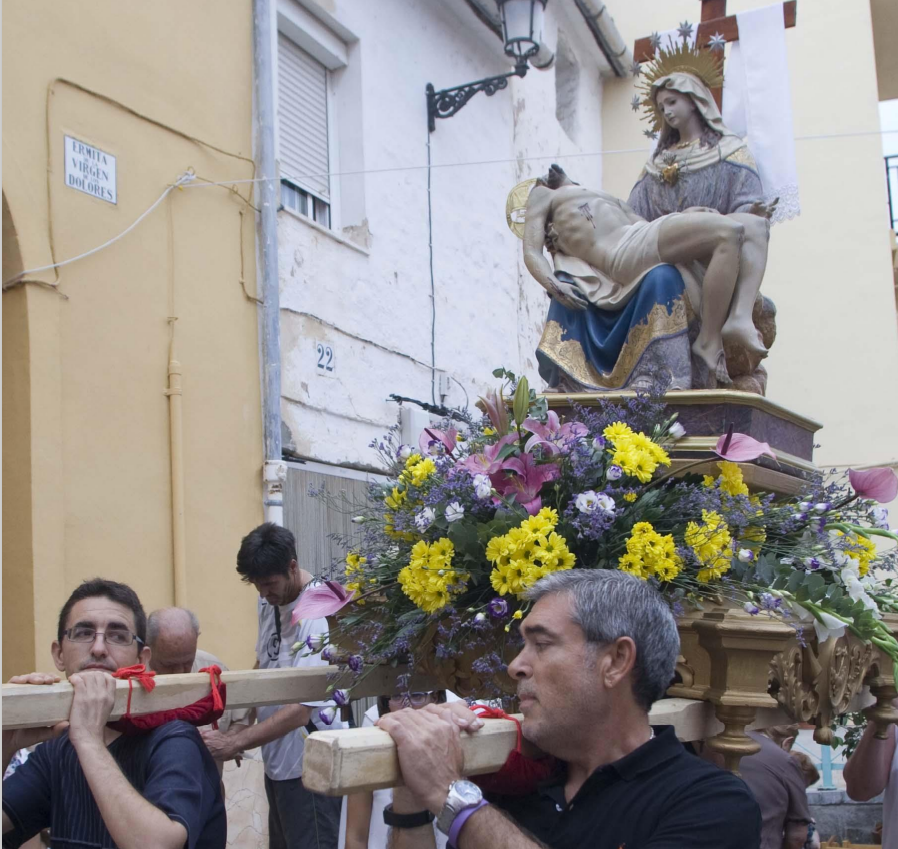
Mare de Déu dels Dolors

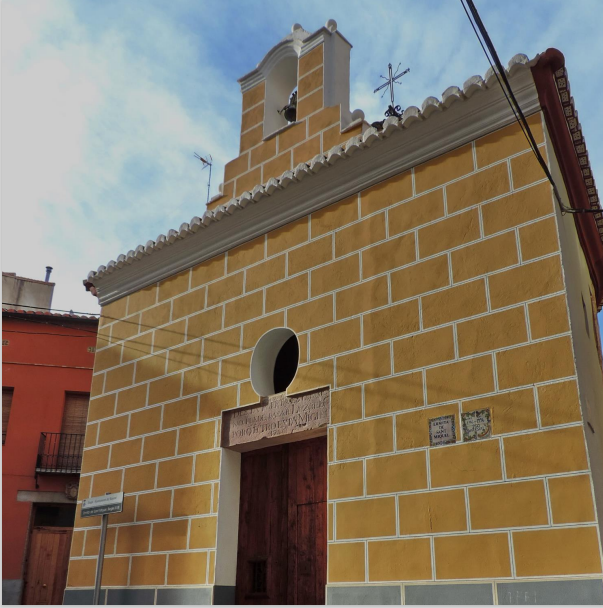
Ermita de Sant Miquel

S'ha beneficiat del programa de restauració de les ermites saguntines dut a terme en 2012, que entre altres aspectes pretenia tornar a dotar-les dels seus colors originals. D'aquesta manera, el seu estat de conservació actual és bo i llueix el tradicional ocre valencià en la seua façana després de dècades d'estar blanquejada. Es tracta d'una xicoteta ermita, de construcció molt senzilla, amb àmplia espadanya barroca que pràcticament ocupa tota la cornisa, amb campana -batejada María Dolores i datada en 1945- i penell de forja.
La porta d'accés, elevada sobre dos escalons, és d'arc de mig punt i es troba emplanxada; en un dels seus porticons s'obri un espiell ovalat. En el centre del frontó existeix un bell retaule ceràmic, em marcat per fris d'obra, que representa a la Verge al peu de la creu amb Crist als seus braços.
A l'interior, rectangular i allargat, destaca el retaule d'obra sobre l'altar amb frontó triangular, en la fornícula emmarcada del qual per pilastres es venera una imatge de la Verge dels Dolores. A banda i banda s'obrin portes en la capçalera per a acce dir a la sagristia, que posseeix dues plantes. La festa la mantenen vida les veïnes i veïns del barri que tots els 15 de setembre trauen la imatge de la verge recorrent els carrers de la ciutat vella

### Sant Miquel
Aquesta interessant i curiosa ermita es troba al número 54 del carrer Major, en la desembocadura del pendent del carrer de Sant Miquel, en ple centre urbà de Sagunt.
Va ser edificada en 1746 amb les aportacions dels veïns del barri de la Porta Nova.
Després de la restauració duta a terme l'any 2012 ha recuperat les policromies originals que decoraven la façana, així com s'han rehabilitat uns altres dels seus elements i reparat diversos desperfectes que l'amenaçaven.
Construïda salvant el pronunciat desnivell del carrer, la seua planta era ovalada, la qual cosa és molt poc corrent i s'aprecia millor a l'interior, ja que la façana va ser convertida en rectangular a mitjan segle passat per a alinear-la amb el traçat de la via urbana. Posseeix cúpula peraltada de teules àrabs, rematada en pinacle de pedra i creu. A la façana hi ha plaques de taulells ceràmics amb el nom de l'ermita que celebren el 250 aniversari, 1746-1996. Sobre la porta elevada, a la qual s'accedeix per quatre graons, s'obri un òcul redó —que abans de la restauració allotjava una imatge del sant en ceràmica—, i en la llinda es llig la següent inscripció en pedra (sic): Desta porta els llindars no pot passar Luzbel perquè dins està Miguel. 1746. Per sobre del ràfec s'alça l'espadanya barroca. L'altar és d'estil corinti, retaule d'obra rematat en frontó. Al centre hi ha un nínxol amb una vistosa talla de Sant Miquel victoriós sobre el diable, que va substituir-ne en 1946 una altra antiga que va ser destruïda. El més valuós de la seua decoració és la ceràmica del segle divuit.

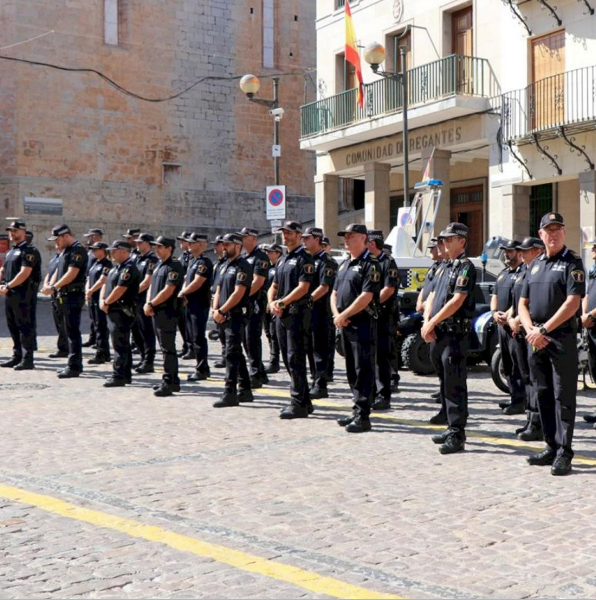
Policia Local Sagunt, Festa de Sant Miquel

L'ermita de Sant Miquel compta amb una junta que se n'encarrega del manteniment i de la celebració de la festa, que té lloc el 29 de setembre.

#### Patró de la Policia Local.[51]
Tots els anys és celebra una parada militar i una condecoració als policies locals que pertoque. Cal recordar que el patronatge de l’Arcàngel bé per que és el guardià dels exercits de Déu, “San Miguel ens ensenyen a vèncer el mal a força de bé, que la nostra Policia Municipal treballant pel Bé, comprometent-se amb el Bé, buscant el bé de la societat, ens ajuden a bandejar el mal, a controlar el mal i d'aquesta manera poder viure en la pau i el benestar que Déu vol per a nosaltres”.

### Ángel Custodi
L'Església Catòlica en el seu santoral cristià celebra el 2 d'octubre el Sant dels Àngels Custodis, una commemoració que recorda la protecció i la cura dels éssers humans.

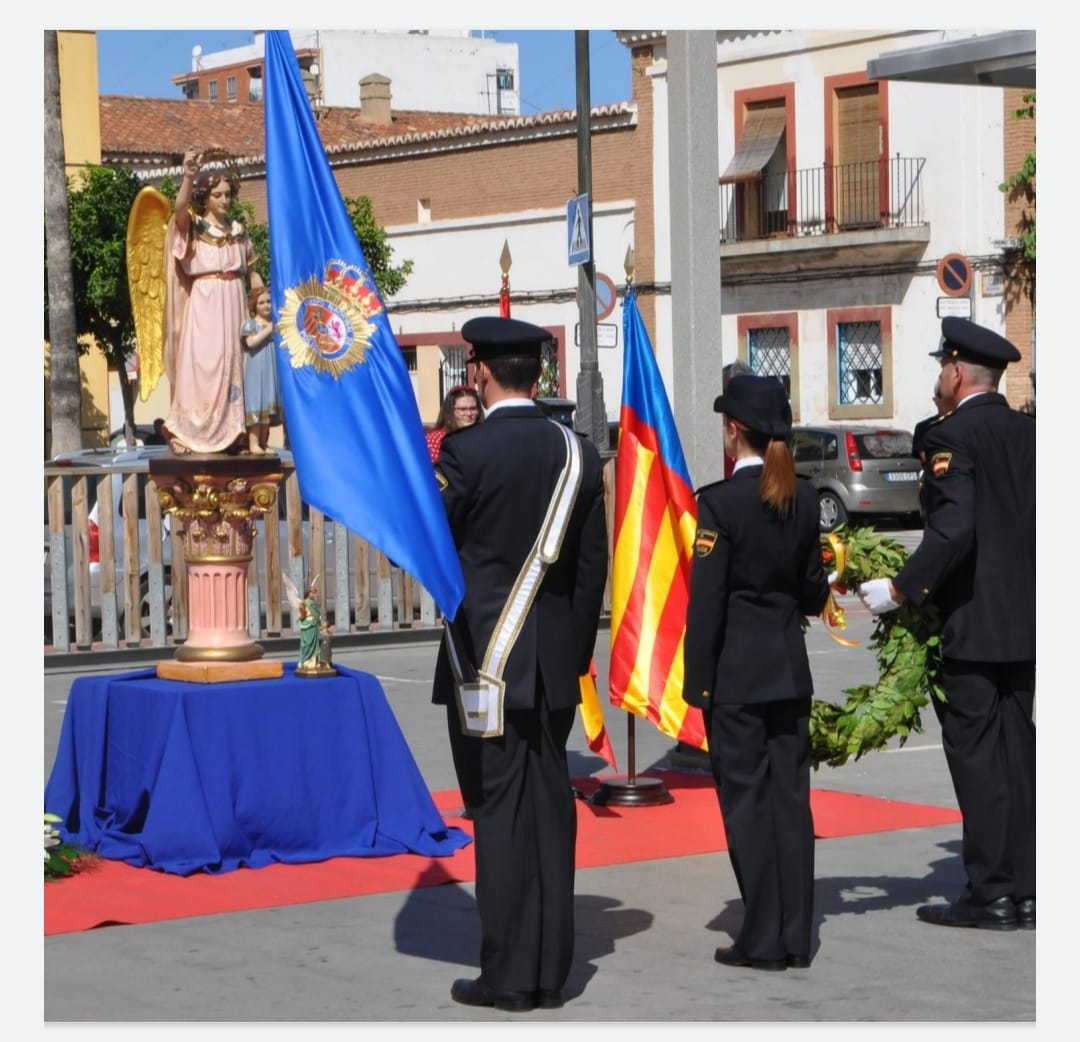
Policia Nacional, Àngel Custodi

Els Àngels Custodis, que també reben el nom d’Àngels de la Guarda, són els patrons de la Policia Nacional a l'ésser aquells que tenen com a missió, segons el cristianisme, de fer costat a l'ésser humà en totes les etapes de la seua vida. La celebració d'aquesta festivitat serveix per a reconèixer a nivell públic la labor desenvolupada durant tot l'any per aquest cos de seguretat de l'Estat, així com per la seua contribució i lliurament per a la protecció de la ciutadania.
A Sagunt és realitza una ofrena floral, entrega de condecoracions i una missa. Cada any en un nucli de població i en ell estan presents tots els cossos i forces de seguretat de l'estat així com la representació de la política de la comarca.

### Moros i Cristians
Vinculem sempre el Nou d’Octubre amb els Moros i Cristians, ja que són la representació de la reconquesta per part de Jaume I del regne àrab de Balansya.
És per això que la festa és desenvolupa el primer cap de setmana del mes d'octubre. Organitzada per l'Associació de Festes de Moros i Cristians, té lloc la festa de 

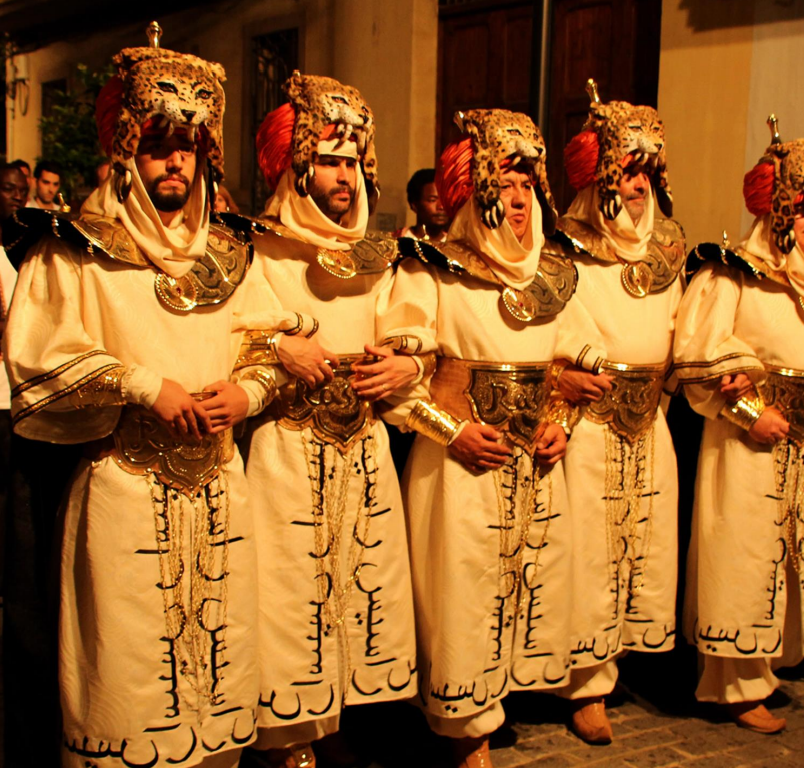
Moros i Cristians

Moros i Cristians sota l’advocació de la Mare de Déu del Remei. Les comparses dels bàndols moro i cristià hi rememoren les lluites que hi hagueren entre si per la conquesta i la defensa de la ciutat. Al capdavant marxen els capitans i abanderats amb les millors gales.
Destaca el dia de l’Entrà, en la qual les esquadres de les diferents comparses desfilen mostrant les seues belles i sofisticades vestimentes al compàs de cadencioses músiques mores i cristianes.
El primer diumenge d'octubre, amb la pujada al Castell de totes les comparses i davant la porta d'Almenara, es desenvolupen les ambaixades mora i cristiana, amb vibrants discursos dels respectius ambaixadors, seguits de batalla amb lluita d'espases i tret d’arcabussos, que finalitzen amb la reconquesta de la ciutat per les tropes cristianes

### Mare de Déu del Remei

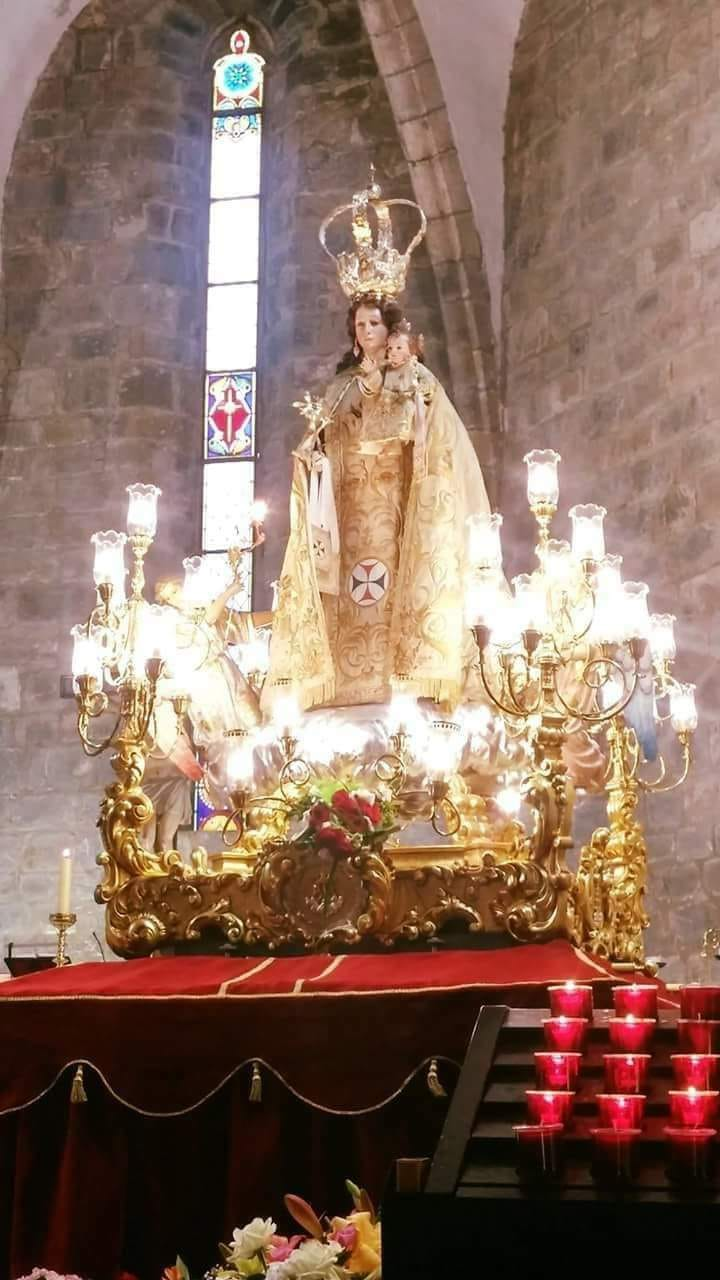
Mare de Déu del Remei Sagunt

En el vessant cristià, la construcció de noves esglésies vertebraria la ciutat al voltant de les noves juntes parroquials que es crearien, tant a la vila emmurallada com als ravals extramurs. Es crea el raval de Santa Anna; a llevant, el del Salvador; mentre que en direcció nord i situats entre la muralla i el riu Palància s'alçaran els ravals de la Moreria, el de la Trinitat i el de Sant Francesc. Aquestes juntes parroquials es convertirien en la plataforma per a la posterior elecció dels jurats de la vila, demarcació que, d'altra banda, es mantindrà vigent fins al segle xviii.
Alguns ravalsvan sorgir a l'empara d'alguns convents pertanyents a diferents ordes mendicants, trinitaris, franciscans i dominics. Mentre que els altres dos ravals, el del Salvador i el de la Moreria, s'estableixen per voluntat reial, per a atendre i resoldre qüestions molt concretes. Un factor clau en l'ordenació dels ravals va ser la xarxa de sèquiescreada pels musulmans. El raval del Salvador va ser creat pel rei Jaume I en 1248,per a consolidar el camí de València i d'Almenara, va construir hostals i cellers per als viatgers, així com abeuradors per als animals. Són d'aquesta època l'església de Santa Maria, el Salvador, convent de Santa Anna, el conjunt conventual de Sant Francesc, la important via de comunicació en època medieval, que avui coneixem com el Camí Reial, i una de les principals entrades al recinte emmurallat, que voltava la vila de Morvedre, la Porta Nova. També són d'aquesta època les nombrosescases senyorials, construïdes després de la reconquesta, que van ser repartides pel rei Jaume I als seus cavallers catalans i aragonesos. Tot açò va derivar en una remodelació “gòtica” de molts d'aquests carrers, acomodant-se a una nova organització sociopolítica, de característiques diferents.
És per aquest sentit que l’advocació de la Mare de Déu del Remei està present a la nostra ciutat, ja que des dels anys fundacionals de l'Orde Trinitària (1194), la devoció a la Mare de Déu ha sigut un dels pilars fonamentals de la seua espiritualitat. La curta Regla (aprovada en 1198), escrita per sant Joan de Mata, esmenta dues festes especials per a l'Església i que els trinitaris celebraven amb particular devoció, és a dir: l'Assumpció i la Purificació de la Mare de Déu i, a partir de 1262, resaven a la Mare de Déu tots els dissabtes. Al segle xv trobem els trinitaris entre els defensors del dogma de la Immaculada Concepció, com fra Robert Gaguin, ministre general de 1473 a 1501.
Pel que sembla, ja des dels orígens de l'Orde, com apareix en els cerimonials, cada matí es cantava missa en honor de la Mare de Déu, a més de l'ofici ja esmentat, es resava petit ofici de la Mare de Déu. Molt prompte es van anar afegint el rosari, la salve cantada els dissabtes i vigílies de les festivitats marianes, les lletanies, etc. El Breviari de l'Orde imprès a València en 1519 commemora deu festes marianes, és a dir: Immaculada Concepció, Expectació, Purificació, Transfixió, Anunciació, Visitació, Neus, Assumpció, Nativitat i Presentació.
No obstant això, malgrat les dades anteriors, no es tenen notícies històriques específiques de la devoció a la Mare de Déu del Remei en els primers temps de l'Orde, però se sap que des de molt antic els trinitaris han expressat una predilecció cap a ella.

### Mare de Déu del Pilar

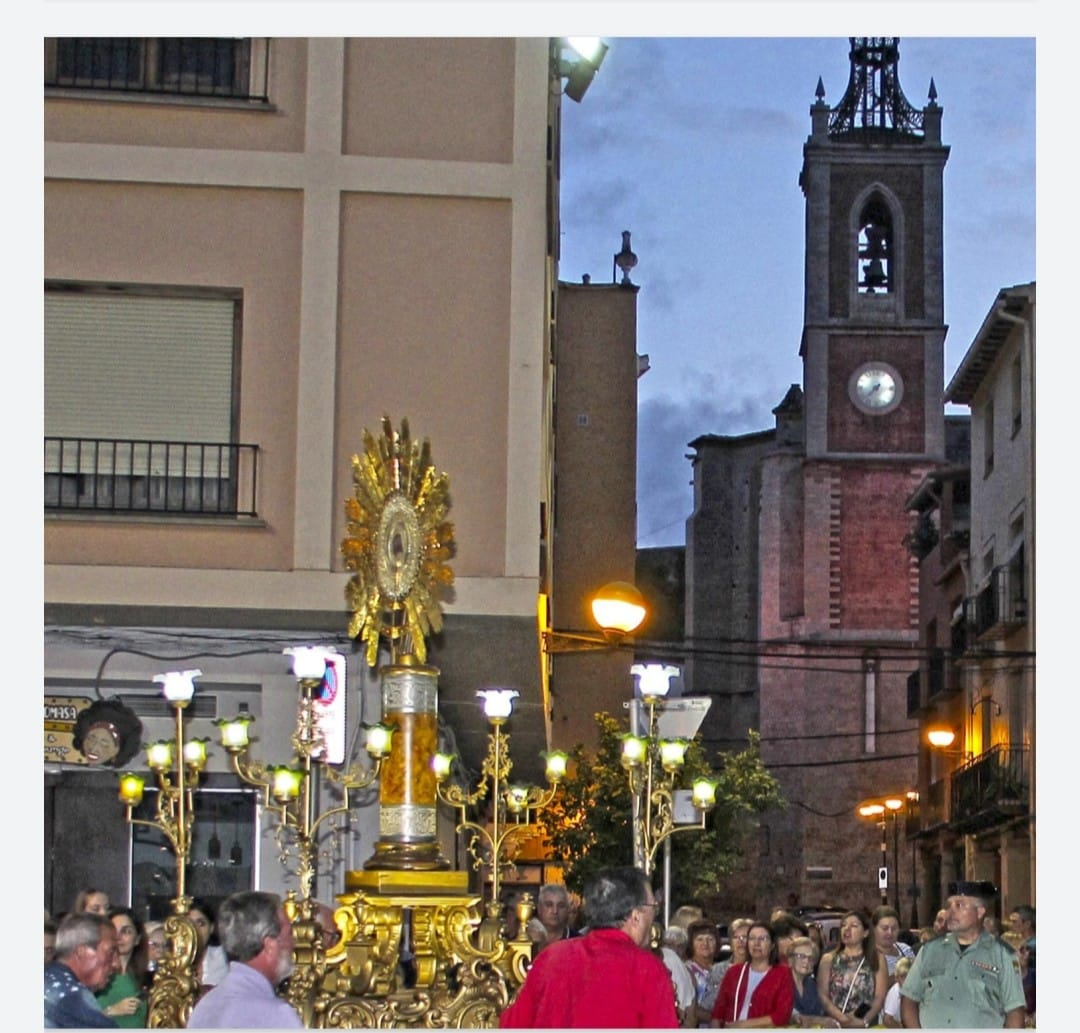
El Pilar. Sagunt.

La comunitat aragonesa de Sagunt celebra la festivitat de la Mare de Déu del Pilar. La comunitat aragonesa tant de Sagunt com del Port de Sagunt tenen uns programes que tant la Casa d'Aragó com el Centre Cultural i Recreatiu Aragonés han preparat per a festejar l'onomàstica de la seua patrona, la Mare de Déu del Pilar, festivitat que, precisament, se celebra durant el dia d'avui, 12 d'octubre.
La Casa d'Aragó de Sagunt a la vespra celebra la seua ja tradicional ofrena de flors en honor a la seua patrona, esdeveniment que comença al local social d'aquesta entitat per a finalitzar a les portes del consistori saguntí. En aquest esdeveniment participen els representants de les comissions falleres del Camp de Morvedre així com les falleres majors de la Federació Junta Fallera de Sagunt.
El Centre Cultural i Recreatiu Aragonés del Port de Sagunt celebren en la vespra de la festa la seua ronda aragonesa on es va retre homenatge a la seua reina així com a les seues dames d'honor. En aquest esdeveniment fan un recorregut pel Port de Sagunt i participen els integrants dels quadres de cant, rondalla i ball.
Durant el matí del dia 12 d’octubre es du a terme una concentració a la seu d'aquesta casa regional del Port de Sagunt per a iniciar un recorregut fins a l'església de la Nostra Senyora del Carme, on s'oficiarà una missa en honor a la patrona dels aragonesos, que finalitzarà amb la interpretació de l'himne a la Mare de Déu del Pilar. Així mateix, a les 12 hores, la Casa d'Aragó de Sagunt organitza una missa ques'oficiarà a l'església del Salvador.
Durant aquest dia també el Caserna de la Guardia Civil de Sagunt celebra el dia de la seua patrona amb una Missa commemorativa.

### Santa Cecilia

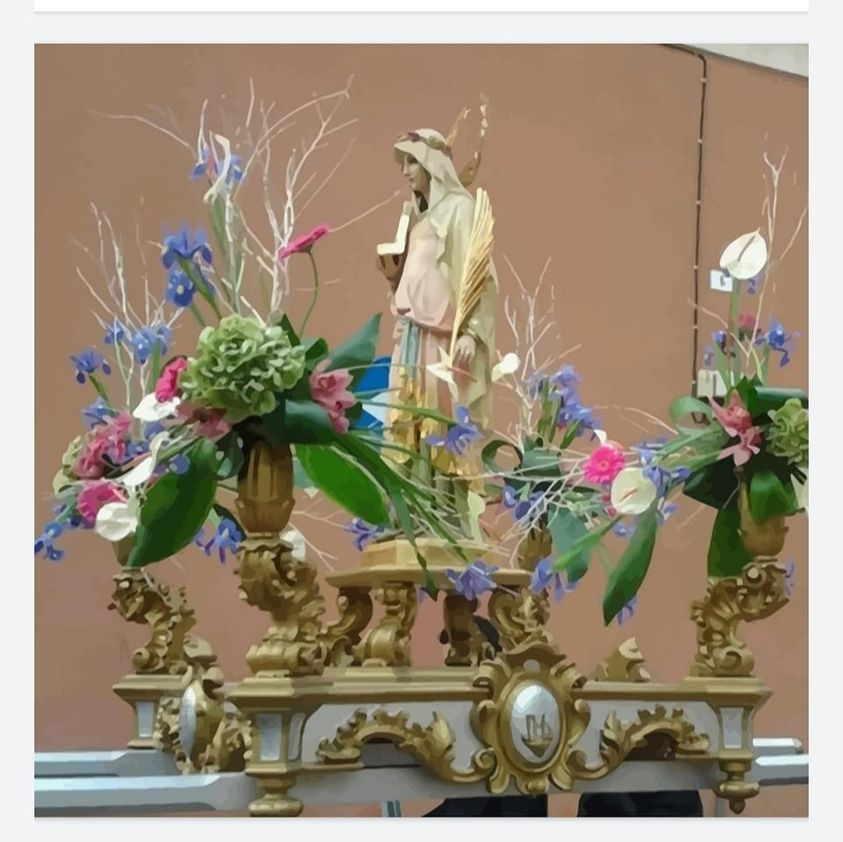
Santa Cecila Sagunt

Verge, santa i màrtir romana, patrona dels músics. Malgrat ser una de les santes més populars de tots els temps, és molt poc el que es coneix sobre ella. Es creu que va nàixer a Roma, en el si d'una il·lustre família, i que va ser casada contra la seua voluntat amb un jove pagà anomenat Valerio.
Cecilia va aconseguir que el seu marit respectarà la seua virginitat i es convertirà al cristianisme. Valerio va ser batejat pel papa Urbà, i, juntament amb el seu germà Tiburcio, també convertit, va donar sepeli als màrtirs de la persecució de Turc Al-maquio. Denunciats per aquesta pràctica, tots dos germans van ser decapitats. Cecilia va ser també denunciada i condemnada a ser llançada al foc de les termes de la seua pròpia casa, però va eixir il·lesa. Turc Almaquio va ordenar llavors que fóra degollada; Cecilia, ferida tres vegades amb la destral, va expirar després de tres dies d'agonia. El papa Urbà, ajudat pels seus diaques, va enterrar a la màrtir i va consagrar la seua casa com a basílica.
El culte de Santa Cecilia de Roma es va difondre àmpliament a causa del relat del seu martiri, que l'enalteix com a exemple de la dona cristiana. Una frase de l'acta del seu martiri, segons la qual Santa Cecilia va cantar durant el turment, li va valdre ser patrona dels músics. Les agrupacions musicals, cors i orquestres la celebren com a patrona el 22 de novembre. I les nostres societats musicals realitzen diferents activitats al voltant de la Santa.

## Platges

### Platges de Sagunt
- Platja d'Almardà (Sagunt)
- Platja de la Malva-rosa de Corinto (Sagunt)

### Platges del Port de Sagunt

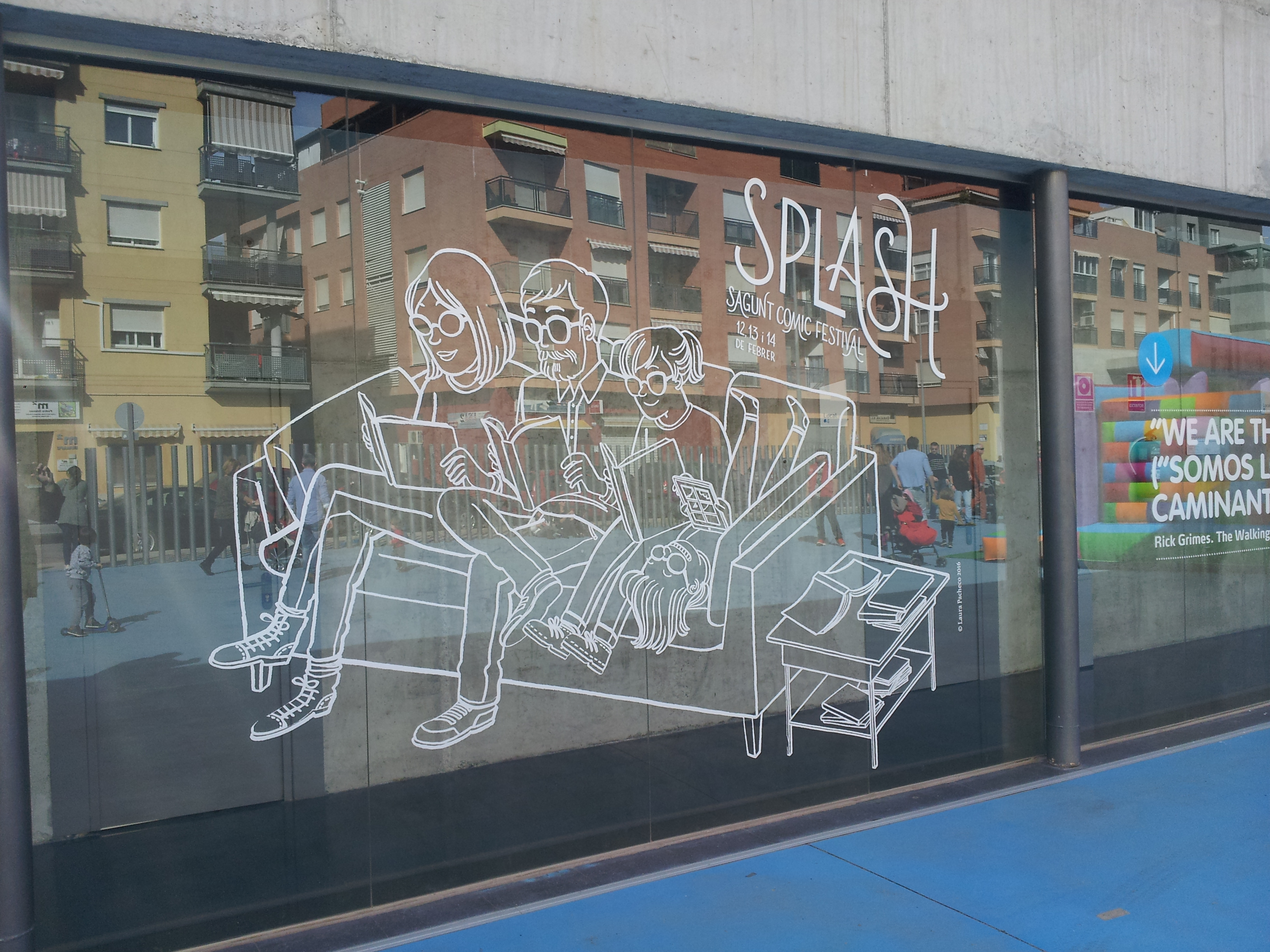
El 3r Splash Sagunt, febrer de 2016

- Platja del Port